# MKB-10 poglavlje XIX: Ozljede, trovanja i određene druge posljedice s vanjskim uzrokom

## (S00-T14) - Ozljede

### (S00-S09) - Glava
- S00 Površinska ozljeda glave
  - S00.0 Površinska ozljeda vlasišta
  - S00.1 Kontuzija očne vjeđe i periokularnog područja
  - S00.2 Druge površinske ozljede očne vjeđe i periokularnog područja
  - S00.3 Površinska ozljeda nosa
  - S00.4 Površinska ozljeda uha
  - S00.5 Površinska ozljeda usana i usne šupljine
  - S00.7 Višestruke površinske ozljede glave
  - S00.8 Površinska ozljeda ostalih dijelova glave
  - S00.9 Površinska ozljeda, nespecificiranog dijela

- S01 Otvorena rana glave
  - S01.0 Otvorena rana vlasišta
  - S01.1 Otvorena rana očne vjeđe i periokularnog područja
  - S01.2 Otvorena rana nosa
  - S01.3 Otvorena rana uha
  - S01.4 Otvorena rana obraza i temporomandibularnog područja
  - S01.5 Otvorena rana usana i usne šupljine
  - S01.7 Višestruke otvorene rane glave
  - S01.8 Otvorena rana ostalih dijelova glave
  - S01.9 Otvorena rana glave, nespecificiranog dijela

- S02 Prijelom lubanje i kosti lica
  - S02.0 Prijelom svoda lubanje
  - S02.1 Prijelom baze lubanje
  - S02.2 Prijelom nosne kosti
  - S02.3 Prijelom dna očne šupljine
  - S02.4 Prijelom jagodične kosti i kosti gornje čeljusti
  - S02.5 Prijelom zuba
  - S02.6 Prijelom mandibule
  - S02.7 Višestruki prijelomi lubanje i kosti lica
  - S02.8 Prijelomi ostalih kosti lubanje i lica
  - S02.9 Prijelom lubanje i kosti lica, nespecificiranog dijela

- S03 Dislokacija, iščašenje i nategnuše zglobova i ligamenata glave
  - S03.0 Dislokacija čeljusti
  - S03.1 Dislokacija septalne hrskavice nosa
  - S03.2 Dislokacija zuba
  - S03.3 Dislokacija drugih i nespecificiranih dijelova glave
  - S03.4 Iščašenje i nategnuše čeljusti
  - S03.5 Iščašenje i nategnuše zglobova i ligamenata i drugih nespecificiranih dijelova glave

- S04 Ozljede moždanih živaca
  - S04.0 Ozljeda vidnog živca (optikusa) i njegovih putova
  - S04.1 Ozljeda okulomotorijusa
  - S04.2 Ozljeda trohlearisa
  - S04.3 Ozljeda trigeminusa
  - S04.4 Ozljeda abducensa
  - S04.5 Ozljeda ličnog živca (facijalisa)
  - S04.6 Ozljeda akustikusa
  - S04.7 Ozljeda akcesornog živca
  - S04.8 Ozljeda ostalih moždanih živaca
  - S04.9 Ozljeda nespecificiranog moždanog živca

- S05 Ozljeda oka i očne šupljine
  - S05.0 Ozljeda spojnice i abrazija rožnice bez spomena stranog tijela
  - S05.1 Kontuzija očne jabučice i tkiva očne šupljine
  - S05.2 Laceracija i ruptura oka s prolapsom ili gubitkom intraokularnoga tkiva
  - S05.3 Laceracija oka bez prolapsa ili gubitka intraokularnoga tkiva
  - S05.4 Penetrantna rana očne šupljine sa stranim tijelom ili bez njega
  - S05.5 Penetrantna rana očne jabučice sa stranim tijelom
  - S05.6 Penetrantna rana očne jabučice bez stranog tijela
  - S05.7 Avulzija oka
  - S05.8 Ostale ozljede oka i očne šupljine
  - S05.9 Ozljeda oka i očne šupljine, nespecificiranog dijela

- S06 Intrakranijalna ozljeda
  - S06.0 Potres mozga
  - S06.1 Traumatski edem mozga
  - S06.2 Difuzna ozljeda mozga
  - S06.3 Fokalna ozljeda mozga
  - S06.4 Epiduralno krvarenje
  - S06.5 Traumatsko subduralno krvarenje
  - S06.6 Traumatsko subarahnoidalno krvarenje
  - S06.7 Intrakranijalna ozljeda s produženom komom
  - S06.8 Ostale intrakranijalne ozljede
  - S06.9 Intrakranijalna ozljeda, nespecificirana

- S07 Zgnječenje glave (crush ozljeda glave)
  - S07.0 Zgnječenje lica
  - S07.1 Zgnječenje lubanje
  - S07.8 Zgnječenje ostalih dijelova glave
  - S07.9 Zgnječenje glave, nespecificiranog dijela

- S08 Traumatska amputacija dijela glave
  - S08.0 Avulzija vlasišta
  - S08.1 Traumatska amputacija uha
  - S08.8 Traumatska amputacija ostalih dijelova glave
  - S08.9 Traumatska amputacija nespecificiranog dijela glave

- S09 Ostale i nespecificirane ozljede glave
  - S09.0 Ozljeda krvnih žila glave, nesvrstana drugamo
  - S09.1 Ozljeda mišića i tetive glave
  - S09.2 Traumatska ruptura bubnjića
  - S09.7 Višestruke ozljede glave
  - S09.8 Ostale specificirane ozljede glave
  - S09.9 Nespecificirana ozljeda glave

### (S10-S19) - Vrat
- S10 Površinska ozljeda vrata
  - S10.0 Kontuzija grla
  - S10.1 Ostale i nespecificirane površinske ozljede grla
  - S10.7 Višestruke površinske ozljede vrata
  - S10.8 Površinska ozljeda ostalih dijelova vrata
  - S10.9 Površinska ozljeda vrata, nespecificiranog dijela

- S11 Otvorena rana vrata
  - S11.0 Otvorena rana grkljana i dušnika (larinksa i traheje)
  - S11.1 Otvorena rana štitnjače (gl. tireoideje)
  - S11.2 Otvorena rana ždrijela i vratnog dijela jednjaka (farinksa i cervikalnog dijela ezofagusa)
  - S11.7 Višestruke otvorene rane vrata
  - S11.8 Otvorena rana ostalih dijelova vrata
  - S11.9 Otvorena rana vrata, nespecificiranog dijela

- S12 Prijelom vrata
  - S12.0 Prijelom prvoga vratnog kralješka
  - S12.1 Prijelom drugoga vratnog kralješka
  - S12.2 Prijelom ostalih specificiranih vratnih kralježaka
  - S12.7 Višestruki prijelomi vratne kralježnice
  - S12.8 Prijelom ostalih dijelova vrata
  - S12.9 Prijelom vrata, nespecificiranog dijela

- S13 Dislokacija, iščašenje i nategnuće zglobova i ligamenata u području vrata
  - S13.0 Traumatska ruptura cervikalnoga intervertebralnog diska
  - S13.1 Dislokacija vratnog kralješka
  - S13.2 Dislokacija drugih i nespecificiranih dijelova vrata
  - S13.3 Višestruke dislokacije vrata
  - S13.4 Iščašenje i nategnuše cervikalne kralježnice
  - S13.5 Iščašenje i nategnuće tireoidnog područja
  - S13.6 Iščašenje i nategnuće zglobova i ligamenata drugih i nespecificiranih dijelova vrata

- S14 Ozljeda živaca i kralježnične moždine u području vrata
  - S14.0 Potres i edem cervikalnog dijela kralježnične moždine
  - S14.1 Druge i nespecificirane ozljede cervikalnog dijela kralježnične moždine
  - S14.2 Ozljeda živčanog korijena cervikalne kralježnice
  - S14.3 Ozljeda brahijalnog pleksusa
  - S14.4 Ozljeda vratnih perifernih živaca
  - S14.5 Ozljeda cervikalnih simpatičkih živaca
  - S14.6 Ozljeda drugih i nespecificiranih vratnih živaca

- S15 Ozljeda krvnih žila u području vrata
  - S15.0 Ozljeda karotidne arterije
  - S15.1 Ozljeda vertebralne arterije (a. vertebralis)
  - S15.2 Ozljeda vanjske jugularne vene (v. jugularis externa)
  - S15.3 Ozljeda unutarnje jugularne vene (v. jugularis interna)
  - S15.7 Ozljeda više krvnih žila u području vrata
  - S15.8 Ozljeda drugih krvnih žila u području vrata
  - S15.9 Ozljeda nespecificirane krvne žile u području vrata

- S16 Ozljeda mišića i tetiva u području vrata
  - S16.0 Ozljeda mišića i tetiva u području vrata

- S17 Zgnječenje (crush ozljeda) vrata
  - S17.0 Zgnječenje larinksa i traheje
  - S17.8 Zgnječenje ostalih dijelova vrata
  - S17.9 Zgnječenje vrata, nespecificiranog dijela

- S18 Traumatska amputacija u razini vrata
  - S18.0 Traumatska amputacija u razini vrata

- S19 Druge i nespecificirane ozljede vrata
  - S19.7 Višestruke ozljede vrata
  - S19.8 Ostale specificirane ozljede vrata
  - S19.9 Nespecificirana ozljeda vrata

### (S20-S29) - Grudni koš
- S20 Površinska ozljeda prsnog koša
  - S20.0 Kontuzija dojke
  - S20.1 Druge i nespecificirane površinske ozljede dojke
  - S20.2 Kontuzija prsnog koša
  - S20.3 Ostale površinske ozljede prednje torakalne stjenke
  - S20.4 Ostale površinske ozljede stražnje torakalne stijenke
  - S20.7 Višestruke površinske ozljede prsnog koša
  - S20.8 Površinske ozljede drugih i nespecificiranih dijelova prsnog koša

- S21 Otvorena rana prsnog koša
  - S21.0 Otvorena rana dojke
  - S21.1 Otvorena rana prednje torakalne stijenke
  - S21.2 Otvorena rana stražnje torakalne stijenke
  - S21.7 Višestruke otvorene rane torakalne stijenke
  - S21.8 Otvorena rana ostalih dijelova prsnog koša
  - S21.9 Otvorena rana prsnog koša, nespecificiranog dijela

- S22 Prijelom rebra(ara), prsne kosti i torakalne kralježnice
  - S22.0 Prijelom torakalnog kralješka
  - S22.1 Višestruki prijelom torakalne kralježnice
  - S22.2 Prijelom prsne kosti (sternuma)
  - S22.3 Prijelom rebra
  - S22.4 Višestruki prijelomi rebara
  - S22.5 Spljošteni prsni koš
  - S22.8 Prijelom ostalih kosti prsnog koša
  - S22.9 Prijelom kosti prsnog koša, nespecificiranog dijela

- S23 Dislokacija, iščašenje i nategnuše torakalnih zglobova i ligamenata
  - S23.0 Traumatska ruptura torakalnoga intervertebralnog diska
  - S23.1 Dislokacija torakalnog kralješka
  - S23.2 Dislokacija drugih i nespecificiranih dijelova prsnog koša
  - S23.3 Iščašenje i nategnuće torakalne kralježnice
  - S23.4 Iščašenje i nategnuće rebara i prsne kosti
  - S23.5 Iščašenje i nategnuće drugih i nespecificiranih dijelova prsnog koša

- S24 Ozljeda živaca i kralježnične moždine u području prsnog koša
  - S24.0 Potres i edem torakalnog dijela kralježnične moždine
  - S24.1 Druge i nespecificirane ozljede torakalnog dijela kralježnične moždine
  - S24.2 Ozljeda živčanog korijena torakalne kralježnice
  - S24.3 Ozljeda perifernih živaca prsnog koša
  - S24.4 Ozljeda torakalnih simpatičkih živaca
  - S24.5 Ozljeda ostalih torakalnih živaca
  - S24.6 Ozljeda nespecificiranog živca prsnog koša

- S25 Ozljeda torakalnih krvnih žila
  - S25.0 Ozljeda torakalne aorte
  - S25.1 Ozljeda arterije innominate ili arterije supklavije
  - S25.2 Ozljeda gornje šuplje vene (v. cava superior)
  - S25.3 Ozljeda vene innominate ili vene supklavije
  - S25.4 Ozljeda plućnih krvnih žila
  - S25.5 Ozljeda interkostalnih krvnih žila
  - S25.7 Ozljeda više torakalnih krvnih žila
  - S25.8 Ozljeda ostalih torakalnih krvnih žila
  - S25.9 Ozljeda nespecificirane torakalne krvne žile

- S26 Ozljeda srca
  - S26.0 Ozljeda srca s hemoperikardom
  - S26.8 Ostale ozljede srca
  - S26.9 Ozljeda srca, nespecificirana

- S27 Ozljeda drugih i nespecificiranih intratorakalnih organa
  - S27.0 Traumatski pneumotoraks
  - S27.1 Traumatski hemotoraks
  - S27.2 Traumatski hemopneumotoraks
  - S27.3 Druge ozljede pluća
  - S27.4 Ozljeda bronha
  - S27.5 Ozljeda torakalnog dijela dušnika
  - S27.6 Ozljeda plućne ovojnice (pleure)
  - S27.7 Višestruke ozljede intratorakalnih organa
  - S27.8 Ozljede ostalih specificiranih intertorakalnih organa
  - S27.9 Ozljeda nespecificiranog intratorakalnog organa

- S28 Zgnječenje (crush ozljeda) prsnog koša i traumatska amputacija njegova dijela
  - S28.0 Zgnječenje prsnog koša
  - S28.1 Traumatska amputacija dijela prsnog koša

- S29 Druge i nespecificirane ozljede prsnog koša
  - S29.0 Ozljeda mišića i tetive prsnog koša
  - S29.7 Višestruke ozljede prsnog koša
  - S29.8 Ostale specificirane ozljede prsnog koša
  - S29.9 Nespecificirana ozljeda prsnog koša

### (S30-S39) - Abdomen, donji dio leđa, leđna moždina i zdjelica
- S30 Površinska ozljeda trbušne šupljine, donjeg dijela leđa i zdjelice
  - S30.0 Kontuzija donjeg dijela leđa i zdjelice
  - S30.1 Kontuzija trbušne stijenke
  - S30.2 Kontuzija vanjskih genitalnih organa
  - S30.7 Višestruke površinske ozljede trbušne šupljine, donjeg dijela leđa i zdjelice
  - S30.8 Ostale površinske ozljede trbušne šupljine,donjeg dijela leđa i zdjelice
  - S30.9 Površinska ozljeda trbušne šupljine, donjeg dijela leđa i zdjelice, nespecificiranog dijela

- S31 Otvorena rana trbušne šupljine, donjeg dijela leđa i zdjelice
  - S31.0 Otvorena rana donjeg dijela leđa i zdjelice
  - S31.1 Otvorena rana trbušne stijenke
  - S31.2 Otvorena rana penisa
  - S31.3 Otvorena rana skrotuma i testisa
  - S31.4 Otvorena rana vagine i vulve
  - S31.5 Otvorena rana drugih i nespecificiranih vanjskih genitalnih organa
  - S31.7 Višestruke otvorene rane trbušne šupljine, donjeg dijela leđa i zdjelice
  - S31.8 Otvorena rana drugih i nespecificiranih dijelova trbušne šupljine

- S32 Prijelom lumbalne kralježnice i zdjelice
  - S32.0 Prijelom lumbalnog kralješka
  - S32.1 Prijelom križne kosti (os sacrum)
  - S32.2 Prijelom trtične kosti (os coccygis)
  - S32.3 Prijelom bočne (crijevne) kosti (os ilium)
  - S32.4 Prijelom acetabula
  - S32.5 Prijelom preponske kosti (os pubis)
  - S32.7 Višestruki prijelomi lumbalne kralježnice i zdjelice
  - S32.8 Prijelom drugih i nespecificiranih dijelova lumbalne kralježnice i zdjelice

- S33 Dislokacija, iščašenje i nategnuše zglobova i ligamenata lumbalne kralježnice i zdjelice
  - S33.0 Traumatska ruptura lumbalnoga intervertebralnog diska
  - S33.1 Dislokacija lumbalnog kralješka
  - S33.2 Dislokacija sakroilijakalnoga i sakrokokcigealnoga zgloba
  - S33.3 Dislokacija drugih i nespecificiranih dijelova lumbalne kralježnice i zdjelice
  - S33.4 Traumatska ruptura simfize pubične kosti
  - S33.5 Iščašenje i nategnuće lumbalne kralježnice
  - S33.6 Iščašenje i nategnuće sakroilijakalnoga zgloba
  - S33.7 Iščašenje i nategnuće drugih i nespecificiranih dijelova lumbalne kralježnice i zdjelice

- S34 Ozljeda živaca i lumbalnog dijela kralježnične moždine u području trbušne šupljine, donjeg dijela leđa i zdjelice
  - S34.0 Potres i edem lumbalnog dijela kralježnične moždine
  - S34.1 Ostale ozljede lumbalnog dijela kralježnične moždine
  - S34.2 Ozljeda živčanog korijena lumbalne i sakralne kralježnice
  - S34.3 Ozljeda kaude ekvine
  - S34.4 Ozljeda lumbosakralnoga pleksusa
  - S34.5 Ozljeda lumbalnih, sakralnih i pelvičnih simpatičkih živaca
  - S34.6 Ozljeda perifernog živca(aca) trbušne šupljine, donjeg dijela leđa i zdjelice
  - S34.8 Ozljeda drugih i nespecificiranih živaca u području trbušne šupljine, donjeg dijela leđa i zdjelice

- S35 Ozljeda krvnih žila u području trbušne šupljine, donjeg dijela leđa i zdjelice
  - S35.0 Ozljeda abdominalne aorte
  - S35.1 Ozljeda donje šuplje vene (v. cavae inferior)
  - S35.2 Ozljeda celijačne ili mezenterične arterije
  - S35.3 Ozljeda portalne i splenične vene
  - S35.4 Ozljeda bubrežnih krvnih žila
  - S35.5 Ozljeda ilijačnih krvnih žila
  - S35.7 Ozljeda više krvnih žila u području trbušne šupljine, donjeg dijela leđa i zdjelice
  - S35.8 Ozljeda drugih krvnih žila u području trbušne šupljine, donjeg dijela leđa i zdjelice
  - S35.9 Ozljeda nespecificirane krvne žile u području trbušne šupljine, donjeg dijela leđa i zdjelice

- S36 Ozljeda organa trbušne šupljine
  - S36.0 Ozljeda slezene
  - S36.1 Ozljeda jetre ili žučnjaka
  - S36.2 Ozljeda gušterače
  - S36.3 Ozljeda želuca
  - S36.4 Ozljeda tankoga crijeva
  - S36.5 Ozljeda kolona
  - S36.6 Ozljeda rektuma
  - S36.7 Ozljeda više intraabdominalnih organa
  - S36.8 Ozljeda ostalih intraabdominalnih organa
  - S36.9 Ozljeda nespecificiranoga intraabdominalnog organa

- S37 Ozljeda zdjeličnih organa
  - S37.0 Ozljeda bubrega
  - S37.1 Ozljeda mokraćovoda (uretera)
  - S37.2 Ozljeda mokraćnog mjehura (vezike urinarije)
  - S37.3 Ozljeda mokraćne cijevi (uretre)
  - S37.4 Ozljeda jajnika (ovarija)
  - S37.5 Ozljeda jajovoda (Fallopijeve tube)
  - S37.6 Ozljeda maternice (uterusa)
  - S37.7 Ozljeda više zdjeličnih organa
  - S37.8 Ozljeda ostalih zdjeličnih organa
  - S37.9 Ozljeda nespecificiranoga zdjeličnog organa

- S38 Zgnječenje (crush ozljeda) i traumatska amputacija dijela trbušne šupljine, donjeg dijela leđa i zdjelice
  - S38.0 Zgnječenje vanjskih genitalnih organa
  - S38.1 Zgnječenje drugih i nespecificiranih dijelova trbušne šupljine, donjeg dijela leđa i zdjelice
  - S38.2 Traumatska amputacija vanjskih genitalnih organa
  - S38.3 Traumatska amputacija drugih i nespecificiranih dijelova trbušne šupljine, donjeg dijela leđa i zdjelice

- S39 Druge i nescpecificirane ozljede trbušne šupljine, donjeg dijela leđa i zdjelice
  - S39.0 Ozljeda mišića i tetive trbušne šupljine, donjeg dijela leđa i zdjelice
  - S39.6 Ozljeda intraabdomonalnog(ih) organa s organom(ima) zdjelice
  - S39.7 Ostale višestruke ozljede trbušne šupljine, donjeg dijela leđa i zdjelice
  - S39.8 Ostale specificirane ozljede trbušne šupljine, donjeg dijela leđa i zdjelice
  - S39.9 Nespecificirana ozljeda trbušne šupljine, donjeg dijela leđa i zdjelice

### (S40-S49) - Rame i nadlaktica
- S40 Površinska ozljeda ramena i nadlaktice
  - S40.0 Kontuzija ramena i nadlaktice
  - S40.7 Višestruke površinske ozljede ramena i nadlaktice
  - S40.8 Ostale površinske ozljede ramena i nadlaktice
  - S40.9 Površinska ozljeda ramena i nadlaktice, nespecificirana

- S41 Otvorena rana ramena i nadlaktice
  - S41.0 Otvorena rana ramena
  - S41.1 Otvorena rana nadlaktice
  - S41.7 Višestruke otvorene rane ramena i nadlaktice
  - S41.8 Otvorena rana drugih i nespecificiranih dijelova ramenog pojasa

- S42 Prijelom ramena i nadlaktice
  - S42.0 Prijelom ključne kosti (klavikule)
  - S42.1 Prijelom lopatice (skapule)
  - S42.2 Prijelom gornjega kraja nadlaktične kosti (humerusa)
  - S42.3 Prijelom dijafize humerusa
  - S42.4 Prijelom donjega kraja humerusa
  - S42.7 Višestruki prijelomi klavikule, skapule i humerusa
  - S42.8 Prijelom ostalih dijelova ramena i nadlaktice
  - S42.9 Prijelom ramenog pojasa, nespecificiranog dijela

- S43 Dislokacija, iščašenje i nategnuće zglobova i ligamenata ramenog pojasa
  - S43.0 Dislokacija ramenoga zgloba
  - S43.1 Dislokacija akromioklavikularnoga zgloba
  - S43.2 Dislokacija sternoklavikularnoga zgloba
  - S43.3 Dislokacija drugih i nespecificiranih dijelova ramenog pojasa
  - S43.4 Iščašenje i nategnuće ramenoga zgloba
  - S43.5 Iščašenje i nategnuće akromioklavikularnoga zgloba
  - S43.6 Iščašenje i nategnuće sternoklavikularnoga zgloba
  - S43.7 Iščašenje i nategnuće drugih i nespecificiranih dijelova ramenog pojasa

- S44 Ozljeda živaca u području ramena i nadlaktice
  - S44.0 Ozljeda ulnarnog živca u području nadlaktice
  - S44.1 Ozljeda medijanog živca u području nadlaktice
  - S44.2 Ozljeda radijalnog živca u području nadlaktice
  - S44.3 Ozljeda aksilarnog živca
  - S44.4 Ozljeda muskulokutaneusa
  - S44.5 Ozljeda senzibilnog kutaneusa u području ramena i nadlaktice
  - S44.7 Ozljeda više živaca u području ramena i nadlaktice
  - S44.8 Ozljeda ostalih živaca u području ramena i nadlaktice
  - S44.9 Ozljeda nespecificiranog živca u području ramena i nadlaktice

- S45 Ozljeda krvnih žila u području ramena i nadlaktice
  - S45.0 Ozljeda aksilarne arterije
  - S45.1 Ozljeda brahijalne arterije
  - S45.2 Ozljeda aksilarne i brahijalne vene
  - S45.3 Ozljeda superficijalne vene u području ramena i nadlaktice
  - S45.7 Ozljeda više krvnih žila u području ramena i nadlaktice
  - S45.8 Ozljeda ostalih krvnih žila u području ramena i nadlaktice
  - S45.9 Ozljeda nespecificirane krvne žile u području ramena i nadlaktice

- S46 Ozljeda mišića i tetive u području ramena i nadlaktice
  - S46.0 Ozljeda tetive rotatorne manšete ramena
  - S46.1 Ozljeda mišića i tetive duge glave bicepsa
  - S46.2 Ozljeda mišića i tetive drugih dijelova bicepsa
  - S46.3 Ozljeda mišića i tetive tricepsa
  - S46.7 Ozljeda više mišića i tetiva u području ramena i nadlaktice
  - S46.8 Ozljeda drugih mišića i tetiva u području ramena i nadlaktice
  - S46.9 Ozljeda nespecificiranog mišiša i tetive u području ramena i nadlaktice

- S47 Zgnječenje (crush ozljeda) ramena i nadlaktice
  - S47.0 Zgnječenje ("crush" ozljeda) ramena i nadlaktice

- S48 Traumatska amputacija ramena i nadlaktice
  - S48.0 Traumatska amputacija u ramenome zglobu
  - S48.1 Traumatska amputacija u području između ramena i lakta
  - S48.9 Traumatska amputacija ramena i nadlaktice, nespecificirane razine

- S49 Druge i nespecificirane ozljede ramena i nadlaktice
  - S49.7 Višestruke ozljede ramena i nadlaktice
  - S49.8 Ostale specificirane ozljede ramena i nadlaktice
  - S49.9 Nespecificirana ozljeda ramena i nadlaktice

### (S50-S59) - Lakat i podlaktica
- S50 Površinska ozljeda podlaktice
  - S50.0 Kontuzija lakta
  - S50.1 Kontuzija drugih i nespecificiranih dijelova podlaktice
  - S50.7 Višestruke površinske ozljede podlaktice
  - S50.8 Ostale površinske ozljede podlaktice
  - S50.9 Površinska ozljeda podlaktice, nespecificirana

- S51 Otvorena rana podlaktice
  - S51.0 Otvorena rana lakta
  - S51.7 Višestruke otvorene rane podlaktice
  - S51.8 Otvorena rana ostalih dijelova podlaktice
  - S51.9 Otvorena rana podlaktice, nespecificiranog dijela

- S52 Prijelom podlaktice
  - S52.0 Prijelom gornjega kraja lakatne kosti (ulne)
  - S52.1 Prijelom gornjega kraja palčane kosti (radijusa)
  - S52.2 Prijelom dijafize lakatne kosti (ulne)
  - S52.3 Prijelom dijafize palčane kosti (radijusa)
  - S52.4 Prijelom dijafize lakatne i palčane kosti (ulne i radijusa)
  - S52.5 Prijelom donjeg dijela palčane kosti (radijusa)
  - S52.6 Prijelom donjeg dijela lakatne i palčane kosti
  - S52.7 Višestruki prijelomi podlaktice
  - S52.8 Prijelom ostalih dijelova podlaktice
  - S52.9 Prijelom podlaktice, nespecificiranog dijela

- S53 Dislokacija, iščašenje i nategnuše lakatnih zglobova i ligamenata
  - S53.0 Dislokacija glave palčane kosti (radijusa)
  - S53.1 Dislokacija lakta, nespecificirana
  - S53.2 Traumatska ruptura radijalnoga kolateralnog ligamenta
  - S53.3 Traumatska ruptura ulnarnoga kolateralnog ligamenta
  - S53.4 Iščašenje i nategnuće lakta

- S54 Ozljeda živaca u području podlaktice
  - S54.0 Ozljeda ulnarnog živca u području podlaktice
  - S54.1 Ozljeda medijanog živca u području podlaktice
  - S54.2 Ozljeda radijalnog živca u području podlaktice
  - S54.3 Ozljeda senzibilnog kutaneusa u području podlaktice
  - S54.7 Ozljeda više živaca u području podlaktice
  - S54.8 Ozljeda ostalih živaca u području podlaktice
  - S54.9 Ozljeda nespecificiranog živca u području podlaktice

- S55 Ozljeda krvnih žila u području podlaktice
  - S55.0 Ozljeda ulnarne arterije u području podlaktice
  - S55.1 Ozljeda radijalne arterije u području podlaktice
  - S55.2 Ozljeda vene u području podlaktice
  - S55.7 Ozljeda više krvnih žila u području podlaktice
  - S55.8 Ozljeda ostalih krvnih žila u području podlaktice
  - S55.9 Ozljeda nespecificirane krvne žile u području podlaktice

- S56 Ozljeda mišića i tetive u području podlaktice
  - S56.0 Ozljeda mišića i tetive fleksora palca u području podlaktice
  - S56.1 Ozljeda mišića i tetive fleksora ostalih prstiju u području podlaktice
  - S56.2 Ozljeda ostalih mišića i tetiva fleksora u području podlaktice
  - S56.3 Ozljeda mišića i tetive ekstenzora ili abduktora palca u području podlaktice
  - S56.4 Ozljeda mišića i tetive ekstenzora ostalih prstiju u području podlaktice
  - S56.5 Ozljeda ostalih mišića i tetiva ekstenzora u području podlaktice
  - S56.7 Ozljeda više mišića i tetiva u području podlaktice
  - S56.8 Ozljeda drugih i nespecificiranih mišića i tetiva u području podlaktice

- S57 Zgnječenje ("crush" ozljeda) podlaktice
  - S57.0 Zgnječenje lakta
  - S57.8 Zgnječenje drugih dijelova podlaktice
  - S57.9 Zgnječenje podlaktice, nespecificiranog dijela

- S58 Traumatska amputacija podlaktice
  - S58.0 Traumatska amputacija u razini lakta
  - S58.1 Traumatska amputacija u području između lakta i ručnog zgloba
  - S58.9 Traumatska amputacija podlaktice, nespecificirane razine

- S59 Druge i nespecificirane ozljede podlaktice
  - S59.7 Višestruke ozljede podlaktice
  - S59.8 Ostale specificirane ozljede podlaktice
  - S59.9 Nespecificirana ozljeda podlaktice

### (S60-S69) - Ručni zglob i šaka
- S60 Površinska ozljeda ručnoga zgloba i šake
  - S60.0 Kontuzija prsta(iju) bez oštećenja nokta
  - S60.1 Kontuzija prsta(iju) s oštećenjem nokta
  - S60.2 Kontuzija ostalih dijelova ručnoga zgloba i šake
  - S60.7 Višestruke površinske ozljede ručnoga zgloba i šake
  - S60.8 Ostale površinske ozljede ručnoga zgloba i šake
  - S60.9 Površinska ozljeda ručnoga zgloba i šake, nespecificirana

- S61 Otvorena rana ručnoga zgloba i šake
  - S61.0 Otvorena rana prsta(iju) bez oštećenja nokta
  - S61.1 Otvorena rana prsta(iju) s oštećenjem nokta
  - S61.7 Višestruke otvorene rane ručnoga zgloba i šake
  - S61.8 Otvorena rana ostalih dijelova ručnoga zgloba i šake
  - S61.9 Otvorena rana ručnoga zgloba i šake, nespecificiranog dijela

- S62 Prijelom u području ručnoga zgloba i šake
  - S62.0 Prijelom navikularne /skafoidne/ kosti šake
  - S62.1 Prijelom drugih kostiju pešća (karpalnih kostiju)
  - S62.2 Prijelom prve kosti zapešća (metakarpalne kosti)
  - S62.3 Prijelom ostalih kostiju zapešća
  - S62.4 Višestruki prijelomi kostiju zapešća
  - S62.5 Prijelom palca
  - S62.6 Prijelom ostalih prstiju
  - S62.7 Višestruki prijelomi prstiju
  - S62.8 Prijelom drugih i nespecificiranih dijelova ručnoga zgloba i šake

- S63 Dislokacija, iščašenje i nategnuće zglobova i ligamenata u području ručnoga zgloba i šake
  - S63.0 Dislokacija ručnoga zgloba
  - S63.1 Dislokacija prsta
  - S63.2 Višestruke dislokacije prstiju
  - S63.3 Traumatska ruptura ligamenta ručnoga zgloba i pešća (karpusa)
  - S63.4 Traumatska ruptura ligamenta prsta u metakarpofalangealnom(im) i interfalangealnom(im) zglobu(ovima)
  - S63.5 Iščašenje i nategnuće ručnoga zgloba
  - S63.6 Iščašenje i nategnuće prsta(iju)
  - S63.7 Iščašenje i nategnuće ostalih i nespecificiranih dijelova šake

- S64 Ozljeda živaca u području ručnoga zgloba i šake
  - S64.0 Ozljeda ulnarnog živca u području ručnoga zgloba i šake
  - S64.1 Ozljeda medijanog živca u području ručnoga zgloba i šake
  - S64.2 Ozljeda radijalnog živca u području ručnoga zgloba i šake
  - S64.3 Ozljeda digitalnog živca palca
  - S64.4 Ozljeda digitalnog živca ostalih prstiju
  - S64.7 Ozljeda više živaca u području ručnoga zgloba i šake
  - S64.8 Ozljeda ostalih živaca u području ručnoga zgloba i šake
  - S64.9 Ozljeda nespecificiranog živca u području ručnoga zgloba i šake

- S65 Ozljeda krvnih žila u području ručnoga zgloba i šake
  - S65.0 Ozljeda ulnarne arterije u području ručnoga zgloba i šake
  - S65.1 Ozljeda radijalne arterije u području ručnoga zgloba i šake
  - S65.2 Ozljeda površinskoga palmarnog luka
  - S65.3 Ozljeda dubokoga palmarnog luka
  - S65.4 Ozljeda krvne(ih) žile(a) palca
  - S65.5 Ozljeda krvne(ih) žile(a) drugih prstiju
  - S65.7 Ozljeda više krvnih žila u području ručnoga zgloba i šake
  - S65.8 Ozljeda ostalih krvnih žila u području ručnoga zgloba i šake
  - S65.9 Ozljeda nespecificirane krvne žile u području ručnoga zgloba i šake

- S66 Ozljeda mišića i tetive u području ručnoga zgloba i šake
  - S66.0 Ozljeda mišića i tetive dugačkog fleksora palca u području ručnoga zgloba i šake
  - S66.1 Ozljeda mišića i tetive fleksora ostalih prstiju u području ručnoga zgloba i šake
  - S66.2 Ozljeda mišića i tetive ekstenzora palca u području ručnoga zgloba i šake
  - S66.3 Ozljeda mišića i tetive ekstenzora ostalih prstiju u području ručnoga zgloba i šake
  - S66.4 Ozljeda mišića i tetive intrinzora palca u području ručnoga zgloba i šake
  - S66.5 Ozljeda mišića i tetive intrinzora ostalih prstiju u području ručnoga zgloba i šake
  - S66.6 Ozljeda više mišića i tetiva fleksora u području ručnoga zgloba i šake
  - S66.7 Ozljeda više mišića i tetiva ekstenzora u području ručnoga zgloba i šake
  - S66.8 Ozljeda ostalih mišića i tetiva u području ručnoga zgloba i šake
  - S66.9 Ozljeda nespecificiranog mišića i tetive u području ručnoga zgloba i šake

- S67 Zgnječenje ("crush" ozljeda) ručnoga zgloba i šake
  - S67.0 Zgnječenje palca i drugih prstiju
  - S67.8 Zgnječenje drugih i nespecificiranih dijelova ručnoga zgloba i šake

- S68 Traumatska amputacija ručnoga zgloba i šake
  - S68.0 Traumatska amputacija palca (kompletna) (djelomična)
  - S68.1 Traumatska amputacija drugog (samo jednog) prsta (kompletna) (djelomična)
  - S68.2 Traumatska amputacija dvaju ili više prstiju (kompletna) (djelomična)
  - S68.3 Kombinirana traumatska amputacija (dijela) prsta(iju) s drugim dijelovima ručnoga zgloba i šake
  - S68.4 Traumatska amputacija šake u razini ručnoga zgloba
  - S68.8 Traumatska amputacija drugih dijelova ručnoga zgloba i šake
  - S68.9 Traumatska amputacija ručnoga zgloba i šake, nespecificirane razine

- S69 Druge i nespecificirane ozljede ručnoga zgloba i šake
  - S69.7 Višestruke ozljede ručnoga zgloba i šake
  - S69.8 Ostale specificirane ozljede ručnoga zgloba i šake
  - S69.9 Nespecificirana ozljeda ručnoga zgloba i šake

### (S70-S79) - Bok (kuk) i bedro
- S70 Površinska ozljeda boka (kuka) i bedra
  - S70.0 Kontuzija boka (kuka)
  - S70.1 Kontuzija bedra
  - S70.7 Višestruke površinske ozljede boka (kuka) i bedra
  - S70.8 Ostale površinske ozljede boka (kuka) i bedra
  - S70.9 Površinska ozljeda boka (kuka) i bedra, nespecificirana

- S71 Otvorena rana boka (kuka) i bedra
  - S71.0 Otvorena rana boka (kuka)
  - S71.1 Otvorena rana bedra
  - S71.7 Višestruke otvorene rane boka (kuka) i bedra
  - S71.8 Otvorena rana drugih i nespecificiranih dijelova zdjeličnog pojasa

- S72 Prijelom bedrene kosti (femura)
  - S72.0 Prijelom vrata bedrene kosti
  - S72.1 Peritrohanterični prijelom
  - S72.2 Suptrohanterični prijelom
  - S72.3 Prijelom dijafize bedrene kosti
  - S72.4 Prijelom donjeg kraja bedrene kosti
  - S72.7 Višestruki prijelomi bedrene kosti
  - S72.8 Prijelomi ostalih dijelova bedrene kosti
  - S72.9 Prijelom bedrene kosti, nespecificiranog dijela

- S73 Dislokacija, iščašenje i nategnuće zgloba i ligamenta kuka
  - S73.0 Dislokacija kuka
  - S73.1 Iščašenje i nategnuće kuka

- S74 Ozljeda živaca u području kuka i bedra
  - S74.0 Ozljeda ishijadičnog živca u području kuka i bedra
  - S74.1 Ozljeda femoralnog živca u području kuka i bedra
  - S74.2 Ozljeda senzibilnog kutaneusa u području kuka i bedra
  - S74.7 Ozljeda više živaca u području kuka i bedra
  - S74.8 Ozljeda ostalih živaca u području kuka i bedra
  - S74.9 Ozljeda nespecificiranog živca u području kuka i bedra

- S75 Ozljeda krvnih žila u području kuka i bedra
  - S75.0 Ozljeda femoralne arterije
  - S75.1 Ozljeda femoralne vene u području kuka i bedra
  - S75.2 Ozljeda vene saphene magne u području kuka i bedra
  - S75.7 Ozljeda više krvnih žila u području kuka i bedra
  - S75.8 Ozljeda ostalih krvnih žila u području kuka i bedra
  - S75.9 Ozljeda nespecificiranih krvnih žila u području kuka i bedra

- S76 Ozljeda mišića i tetive u području kuka i bedra
  - S76.0 Ozljeda mišića i tetive kuka
  - S76.1 Ozljeda mišića i tetive kvadricepsa
  - S76.2 Ozljeda mišića i tetive aduktora bedra
  - S76.3 Ozljeda mišića i tetive stražnje mišićne skupine u području bedra
  - S76.4 Ozljeda drugih i nespecificiranih mišića i tetiva u području bedra
  - S76.7 Ozljeda više mišića i tetiva u području kuka i bedra

- S77 Zgnječenje ("crush" ozljeda) kuka i bedra
  - S77.0 Zgnječenje kuka
  - S77.1 Zgnječenje bedra
  - S77.2 Zgnječenje kuka i bedra

- S78 Traumatska amputacija kuka i bedra
  - S78.0 Traumatska amputacija zgloba kuka
  - S78.1 Traumatska amputacija u području između kuka i koljena
  - S78.9 Traumatska amputacija kuka i bedara, nespecificirane razine

- S79 Druge i nespecificirane ozljede kuka i bedra
  - S79.7 Višestruke ozljede kuka i bedra
  - S79.8 Ostale specificirane ozljede kuka i bedra
  - S79.9 Nespecificirana ozljeda kuka i bedra

### (S80-S89) - Koljeno i potkoljenica
- S80 Površinska ozljeda potkoljenice
  - S80.0 Kontuzija koljena
  - S80.1 Kontuzija drugih i nespecificiranih dijelova potkoljenice
  - S80.7 Višestruke površinske ozljede potkoljenice
  - S80.8 Ostale površinske ozljede potkoljenice
  - S80.9 Površinska ozljeda potkoljenice, nespecificirana

- S81 Otvorena rana potkoljenice
  - S81.0 Otvorena rana koljena
  - S81.7 Višestruke otvorene rane potkoljenice
  - S81.8 Otvorena rana ostalih dijelova potkoljenice
  - S81.9 Otvorena rana potkoljenice, nespecificiranog dijela

- S82 Prijelom potkoljenice, uključujući nožni zglob
  - S82.0 Prijelom ivera (patele)
  - S82.1 Prijelom gornjega kraja goljenične kosti (tibije)
  - S82.2 Prijelom dijafize goljenične kosti (tibije)
  - S82.3 Prijelom donjeg kraja goljenične kosti (tibije)
  - S82.4 Prijelom samo lisne kosti (fibule)
  - S82.5 Prijelom medijalnog maleola
  - S82.6 Prijelom lateralnog maleola
  - S82.7 Višestruki prijelomi potkoljenice
  - S82.8 Prijelomi ostalih dijelova potkoljenice
  - S82.9 Prijelom potkoljenice, nespecificiranog dijela

- S83 Dislokacija, iščašenje i nategnuće koljenskih zglobova i ligamenata
  - S83.0 Dislokacija ivera (patele)
  - S83.1 Dislokacija koljena
  - S83.2 Rascjep meniska, sadašnji
  - S83.3 Rascjep zglobne hrskavice koljena, sadašnji
  - S83.4 Iščašenje i nategnuće (fibularnog) (tibijalnog) kolateralnog ligamenta koljena
  - S83.5 Iščašenje i nategnuće ligamenta kruciata (anterior) (posterior) koljena
  - S83.6 Iščašenje i nategnuće drugih i nespecificiranih dijelova koljena
  - S83.7 Ozljeda više koljenskih struktura

- S84 Ozljeda živaca u području potkoljenice
  - S84.0 Ozljeda tibijalnog živca u području potkoljenice
  - S84.1 Ozljeda peronealnog živca u području potkoljenice
  - S84.2 Ozljeda senzibilnog kutaneusa u području potkoljenice
  - S84.7 Ozljeda više živaca u području potkoljenice
  - S84.8 Ozljeda ostalih živaca u području potkoljenice
  - S84.9 Ozljeda nespecificiranog živca u području potkoljenice

- S85 Ozljeda krvnih žila u području potkoljenice
  - S85.0 Ozljeda poplitealne arterije
  - S85.1 Ozljeda tibijalne arterije (anterior) (posterior)
  - S85.2 Ozljeda peronealne arterije
  - S85.3 Ozljeda vene saphene magne u području potkoljenice
  - S85.4 Ozljeda vene saphene parve u području potkoljenice
  - S85.5 Ozljeda poplitealne vene
  - S85.7 Ozljeda više krvnih žila u području potkoljenice
  - S85.8 Ozljeda ostalih krvnih žila u području potkoljenice
  - S85.9 Ozljeda nespecificirane krvne žile u području potkoljenice

- S86 Ozljeda mišića i tetive u području potkoljenice
  - S86.0 Ozljeda Ahilove tetive
  - S86.1 Ozljeda ostalih mišića i tetiva stražnje mišišne skupine u području potkoljenice
  - S86.2 Ozljeda mišića i tetive(a) prednje mišićne skupine u području potkoljenice
  - S86.3 Ozljeda mišića i tetive(a) peronealne mišićne skupine u području potkoljenice
  - S86.7 Ozljeda više mišića i tetiva u području potkoljenice
  - S86.8 Ozljeda ostalih mišića i tetiva u području potkoljenice
  - S86.9 Ozljeda nespecificiranog mišića i tetive u području potkoljenice

- S87 Zgnječenje ("crush" ozljeda) potkoljenice
  - S87.0 Zgnječenje koljena
  - S87.8 Zgnječenje drugih i nespecificiranih dijelova potkoljenice

- S88 Traumatska amputacija potkoljenice
  - S88.0 Traumatska amputacija u razini koljena
  - S88.1 Traumatska amputacija u području između koljena i gležnja
  - S88.9 Traumatska amputacija potkoljenice, nespecificirane razine

- S89 Druge i nespecificirane ozljede potkoljenice
  - S89.7 Višestruke ozljede potkoljenice
  - S89.8 Ostale specificirane ozljede potkoljenice
  - S89.9 Nespecificirana ozljeda potkoljenice

### (S90-S99) - Nožni zglob (gležanj) i stopalo
- S90 Površinska ozljeda nožnog zgloba (gležnja) i stopala
  - S90.0 Kontuzija nožnoga zgloba (gležnja)
  - S90.1 Kontuzija nožnog(ih) prsta(iju) bez oštešenja nokta
  - S90.2 Kontuzija nožnog(ih) prsta(iju) s oštećenjem nokta
  - S90.3 Kontuzija drugih i nespecificiranih dijelova stopala
  - S90.7 Višestruke površinske ozljede nožnoga zgloba (gležnja) i stopala
  - S90.8 Ostale površinske ozljede nožnoga zgloba (gležnja) i stopala
  - S90.9 Površinska ozljeda nožnog zgloba (gležnja) i stopala, nespecificirana

- S91 Otvorena rana nožnoga zgloba (gležnja) i stopala
  - S91.0 Otvorena rana nožnoga zgloba (gležnja)
  - S91.1 Otvorena rana nožnog(ih) prsta(iju) bez oštećenja nokta
  - S91.2 Otvorena rana nožnog(ih) prsta(iju) s oštećenjem nokta
  - S91.3 Otvorena rana ostalih dijelova stopala
  - S91.7 Višestruke otvorene rane nožnoga zgloba (gležnja) i stopala

- S92 Prijelom stopala, osim nožnoga zgloba (gležnja)
  - S92.0 Prijelom kalkaneusa
  - S92.1 Prijelom gležanjske kosti (talusa)
  - S92.2 Prijelom drugih kostiju nožja (tarzalnih kostiju)
  - S92.3 Prijelom kostiju donožja (metatarzalnih kostiju)
  - S92.4 Prijelom nožnog palca
  - S92.5 Prijelom ostalih nožnih prstiju
  - S92.7 Višestruki prijelomi stopala
  - S92.9 Prijelom stopala, nespecificiran

- S93 Dislokacija, iščašenje i nategnuše zglobova i ligamenata u području nožnoga zgloba (gležnja) i stopala
  - S93.0 Dislokacija nožnoga zgloba
  - S93.1 Dislokacija prsta(iju)
  - S93.2 Ruptura ligamenata u području nožnoga zgloba (gležnja) i stopala
  - S93.3 Dislokacija drugih i nespecificiranih dijelova stopala
  - S93.4 Iščašenje i nategnuće nožnoga zgloba (gležnja)
  - S93.5 Iščašenje i nategnuće nožnoga prsta(iju)
  - S93.6 Iščašenje i nategnuće drugih i nespecificiranih dijelova stopala

- S94 Ozljeda živaca u području gležnja i stopala
  - S94.0 Ozljeda lateralnoga plantarnog živca
  - S94.1 Ozljeda medijalnoga plantarnog živca
  - S94.2 Ozljeda dubokog peronealnog živca (n. peroneus profundus) u području gležnja i stopala
  - S94.3 Ozljeda senzibilnog kutaneusa u području gležnja i stopala
  - S94.7 Ozljeda više živaca u području gležnja i stopala
  - S94.8 Ozljeda ostalih živaca u području gležnja i stopala
  - S94.9 Ozljeda nespecificiranog živca u području gležnja i stopala

- S95 Ozljeda krvnih žila u području gležnja i stopala
  - S95.0 Ozljeda dorzalne arterije stopala (a. dorsalis pedis)
  - S95.1 Ozljeda plantarne arterije stopala (a. plantaris)
  - S95.2 Ozljeda dorzalne vene stopala (v. dorsalis pedis)
  - S95.7 Ozljeda više krvnih žila u području gležnja i stopala
  - S95.8 Ozljeda ostalih krvnih žila u području gležnja i stopala
  - S95.9 Ozljeda nespecificirane krvne žile u području gležnja i stopala

- S96 Ozljeda mišića i tetive u području gležnja i stopala
  - S96.0 Ozljeda mišića i tetive dugačkog fleksora nožnoga prsta u području gležnja i stopala
  - S96.1 Ozljeda mišića i tetive dugačkog ekstenzora nožnoga prsta u području gležnja i stopala
  - S96.2 Ozljeda mišića i tetive intrinzora u području gležnja i stopala
  - S96.7 Ozljeda više mišića i tetiva u području gležnja i stopala
  - S96.8 Ozljeda ostalih mišića i tetiva u području gležnja i stopala
  - S96.9 Ozljeda nespecificiranog mišića i tetive u području gležnja i stopala

- S97 Zgnječenje ("crush" ozljeda) gležnja i stopala
  - S97.0 Zgnječenje gležnja
  - S97.1 Zgnječenje nožnoga prsta(iju)
  - S97.8 Zgnječenje ostalih dijelova gležnja i stopala

- S98 Traumatska amputacija gležnja i stopala
  - S98.0 Traumatska amputacija stopala u razini gležnja
  - S98.1 Traumatska amputacija jednoga nožnog prsta
  - S98.2 Traumatska amputacija dvaju ili više nožnih prstiju
  - S98.3 Traumatska amputacija ostalih dijelova stopala
  - S98.4 Traumatska amputacija stopala, nespecificirane razine

- S99 Druge i nespecificirane ozljede gležnja i stopala
  - S99.7 Višestruke ozljede gležnja i stopala
  - S99.8 Ostale specificirane ozljede gležnja i stopala
  - S99.9 Nespecificirana ozljeda gležnja i stopala

### (T00-T07) - Ozljede koje zahvaćaju više dijelova tijela
- T00 Površinske ozljede koje zahvaćaju više dijelova tijela
  - T00.0 površinske ozljede koje zahvaćaju glavu s vratom
  - T00.1 Površinske ozljede koje zahvaćaju toraks s abdomenom, donjim dijelom leđa i zdjelicom
  - T00.2 Površinske ozljede koje zahvaćaju više dijelova ruke(u)
  - T00.3 Površinske ozljede koje zahvaćaju više dijelova noge(u)
  - T00.6 Površinske ozljede koje zahvaćaju više dijelova ruke(u) s nogom(ama)
  - T00.8 Površinske ozljede koje zahvaćaju druge kombinacije dijelova tijela
  - T00.9 Višestruke površinske ozljede, nespecificirane

- T01 Otvorene rane više dijelova tijela
  - T01.0 Otvorene rane koje zahvaćaju glavu s vratom
  - T01.1 Otvorene rane koje zahvaćaju toraks s abdomenom, donji dio leđa i zdjelicu
  - T01.2 Otvorene rane koje zahvaćaju više dijelova ruke(u)
  - T01.3 Otvorene rane koje zahvaćaju više dijelova noge(u)
  - T01.6 Otvorene rane više dijelova ruke(u) s nogom(ama)
  - T01.8 Otvorene rane koje zahvaćaju druge kombinacije dijelova tijela
  - T01.9 Višestruke otvorene rane, nespecificirane

- T02 Prijelomi koji zahvaćaju više dijelova tijela
  - T02.0 Prijelomi glave s vratom
  - T02.1 Prijelomi koji zahvaćaju toraks s donjim dijelom leđa i zdjelicom
  - T02.2 Prijelomi više dijelova jedne ruke
  - T02.3 Prijelom više dijelova jedne noge
  - T02.4 Prijelom više dijelova obiju ruku
  - T02.5 Prijelom više dijelova obiju nogu
  - T02.6 Prijelom više dijelova ruke(u) s nogom(ama)
  - T02.7 Prijelom koji zahvaća toraks s donjim dijelom leđa i zdjelicu s udom(vima)
  - T02.8 Prijelom koji zahvaća druge kombinacije dijelova tijela
  - T02.9 Višestruki prijelomi, nespecificirani

- T03 Dislokacije, iščašenja i nategnuća koja zahvaćaju više dijelova tijela
  - T03.0 Dislokacije, iščašenja i nategnuća koja zahvaćaju glavu s vratom
  - T03.1 Dislokacije, iščašenja i nategnuća toraksa s donjim dijelom leđa i zdjelicom
  - T03.2 Dislokacije, iščašenja i nategnuća više dijelova ruke(u)
  - T03.3 Dislokacije, iščašenja i nategnuća više dijelova noge(u)
  - T03.4 Dislokacije, iščašenja i nategnuća više dijelova ruke(u) s nogom(ama)
  - T03.8 Dislokacije, iščašenja i nategnuća koja zahvaćaju druge kombinacije dijelova tijela
  - T03.9 Višestruke dislokacije, iščašenja i nategnuća, nespecificirana

- T04 Zgnječenja ("crush" ozljede) više dijelova tijela
  - T04.0 Zgnječenja glave s vratom
  - T04.1 Zgnječenja toraksa s abdomenom, donjim dijelom leđa i zdjelicom
  - T04.2 Zgnječenja više dijelova ruke(u)
  - T04.3 Zgnječenja više dijelova noge(u)
  - T04.4 Zgnječenja više dijelova ruke(u) s nogom(ama)
  - T04.7 Zgnječenja toraksa s abdomenom, donjim dijelom leđa i zdjelicom s udom(vima)
  - T04.8 Zgnječenja koja zahvaćaju druge kombinacije dijelova tijela
  - T04.9 Višestruka zgnječenja, nespecificirana

- T05 Traumatske amputacije koje zahvaćaju više dijelova tijela
  - T05.0 Traumatska amputacija obiju šaka
  - T05.1 Traumatska amputacija jedne šake i druge ruke /na bilo kojoj razini, osim šake/
  - T05.2 Traumatska amputacija obiju ruku /na bilo kojoj razini/
  - T05.3 Traumatska amputacija obaju stopala
  - T05.4 Traumatska amputacija jednog stopala i druge noge /na bilo kojoj razini, osim stopala/
  - T05.5 Traumatska amputacija obiju nogu /na bilo kojoj razini/
  - T05.6 Traumatska amputacija ruku i nogu, bilo koja kombinacija /na bilo kojoj razini/
  - T05.8 Traumatske amputacije koje zahvaćaju kombinacije drugih dijelova tijela
  - T05.9 Višestruke traumatske amputacije, nespecificirane

- T06 Ostale ozljede koje zahvaćaju više dijelova tijela, nesvrstane drugamo
  - T06.0 Ozljede mozga i moždanih živaca s ozljedamaživaca i kralježnične moždine u razini vrata
  - T06.1 Ozljedeživaca i kralježnične moždine koje zahvaćaju više dijelova tijela
  - T06.2 Ozljedeživaca koje zahvaćaju više dijelova tijela
  - T06.3 Ozljede krvnihžila koje zahvaćaju više dijelova tijela
  - T06.4 Ozljede mišića i tetiva koje zahvaćaju više dijelova tijela
  - T06.5 Ozljede intratorakalnih s intraabdominalnim i zdjeličnim organima
  - T06.8 Ostale specificirane ozljede koje zahvaćaju više dijelova tijela

- T07 Nespecificirane višestruke ozljede
  - T07.0 nespecificirane višestruke ozljede

### (T08-T14) - Nespecificirana mjesta tijela ili udova
- T08 Prijelom kralježnice, nespecificiranog mjesta
  - T08.0 Prijelom kralježnice, nespecificiranog mjesta

- T09 Ostale ozljede kralježnice i trupa, nespecificiranog mjesta
  - T09.0 Površinska ozljeda trupa, nespecificiranog mjesta
  - T09.1 Otvorena rana trupa, nespecificiranog mjesta
  - T09.2 Dislokacija, iščašenje i nategnuće nespecificiranog zgloba i ligamenta trupa
  - T09.3 Ozljeda kralježnične moždine, nespecificirane razine
  - T09.4 Ozljeda nespecificiranog živca, korijena kralježničnog živca i pleksusa trupa
  - T09.5 Ozljeda nespecificiranog mišića i tetive trupa
  - T09.6 Traumatska amputacija trupa, nespecificirane razine
  - T09.8 Ostale specificirane ozljede trupa, nespecificiranog mjesta
  - T09.9 Nespecificirana ozljeda trupa, nespecificiranog mjesta

- T10 Prijelom ruke, nespecificiranog mjesta
  - T10.0 Prijelom ruke, nespecificiranog mjesta

- T11 Ostale ozljede ruke, nespecificiranog mjesta
  - T11.0 Površinska ozljeda ruke, nespecificiranog mjesta
  - T11.1 Otvorena rana ruke, nespecificiranog mjesta
  - T11.2 Dislokacija, iščašenje i nategnuće nespecificiranog zgloba i ligamenta ruke, nespecificiranog mjesta
  - T11.3 Ozljeda nespecificiranogživca ruke, nespecificiranog mjesta
  - T11.4 Ozljeda nespecificirane krvne žile ruke, nespecificiranog mjesta
  - T11.5 Ozljeda nespecificiranog mišića i tetive ruke, nespecificiranog mjesta
  - T11.6 Traumatska amputacija ruke, nespecificirane razine
  - T11.8 Ostale označene ozljede ruke, nespecificiranog mjesta
  - T11.9 Nespecificirana ozljeda ruke, nespecificiranog mjesta

- T12 Prijelom noge, nespecificiranog mjesta
  - T12.0 Prijelom noge, nespecificiranog mjesta

- T13 Ostale ozljede noge, nespecificiranog mjesta
  - T13.0 Površinska ozljeda noge, nespecificiranog mjesta
  - T13.1 Otvorena rana noge, nespecificiranog mjesta
  - T13.2 Dislokacija, iščašenje i nategnuće nespecificiranog zgloba i ligamenta noge, nespecificiranog mjesta
  - T13.3 Ozljeda nespecificiranog živca noge, nespecificiranog mjesta
  - T13.4 Ozljeda nespecificirane krvne žile noge, nespecificiranog mjesta
  - T13.5 Ozljeda nespecificiranog mišića i tetive noge, nespecificiranog mjesta
  - T13.6 Traumatska amputacija noge, nespecificirane razine
  - T13.8 Ostale označene ozljede noge, nespecificiranog mjesta
  - T13.9 Nespecificirana ozljeda noge, nespecificiranog mjesta

- T14 Ozljeda nespecificiranog dijela tijela
  - T14.0 Površinska ozljeda nespecificiranog dijela tijela
  - T14.1 Otvorena rana nespecificiranog dijela tijela
  - T14.2 Prijelom nespecificiranog dijela tijela
  - T14.3 Dislokacija, iščašenje i nategnuće nespecificiranog dijela tijela
  - T14.4 Ozljeda živca(aca) nespecificiranog dijela tijela
  - T14.5 Ozljeda krvne(ih)žile(a) nespecificiranog dijela tijela
  - T14.6 Ozljeda tetiva i mišića nespecificiranog dijela tijela
  - T14.7 Zgnječenje i traumatska amputacija nespecificiranog dijela tijela
  - T14.8 Ostale ozljede nespecificiranog dijela tijela
  - T14.9 Ozljeda, nespecificirana

## (T15-T98) - Otrovanje i određene druge posljedice s vanjskim uzrokom

### (T15-T19) - Efekti stranog tijela koje je ušlo kroz prirodni otvor
- T15 Strano tijelo u vanjskom dijelu oka
  - T15.0 Strano tijelo u rožnici (korneji)
  - T15.1 Strano tijelo u konjunktivalnoj vrećici
  - T15.8 Strano tijelo u više drugih dijelova vanjskog oka
  - T15.9 Strano tijelo u vanjskom dijelu oka, nespecificiranog dijela

- T16 Strano tijelo u uhu
  - T16.0 Strano tijelo u uhu

- T17 Strano tijelo u dišnom sustavu
  - T17.0 Strano tijelo u nosnom sinusu
  - T17.1 Strano tijelo u nosnici
  - T17.2 Strano tijelo uždrijelu (farinksu)
  - T17.3 Strano tijelo u grkljanu (larinksu)
  - T17.4 Strano tijelo u dušniku (traheji)
  - T17.5 Strano tijelo u bronhu
  - T17.8 Strano tijelo u drugim i više dijelova dišnog sustava
  - T17.9 Strano tijelo u dišnom sustavu, nespecificiranog dijela

- T18 Strano tijelo u probavnom sustavu
  - T18.0 Strano tijelo u ustima
  - T18.1 Strano tijelo u jednjaku (ezofagusu)
  - T18.2 Strano tijelo u želucu
  - T18.3 Strano tijelo u tankome crijevu
  - T18.4 Strano tijelo u kolonu
  - T18.5 Strano tijelo u anusu i rektumu
  - T18.8 Strano tijelo u drugim i više dijelova probavnog sustava
  - T18.9 Strano tijelo u probavnom sustavu, nespecificiranog dijela

- T19 Strano tijelo u genitourinarnom sustavu
  - T19.0 Strano tijelo u mokraćnoj cijevi (uretri)
  - T19.1 Strano tijelo u mokraćnom mjehuru (vezici urinariji)
  - T19.2 Strano tijelo u stidnici i rodnici (vulvi i vagini)
  - T19.3 Strano tijelo u maternici (uterusu) /bilo kojem dijelu/
  - T19.8 Strano tijelo u više drugih dijelova genitourinarnog sustava
  - T19.9 Strano tijelo u genitourinarnom sustavu, nespecificiranog dijela

### (T20-T32) - Opekline i korozije
- T20 Opeklina i korozija glave i vrata
  - T20.0 Opeklina glave i vrata nespecificirana stupnja
  - T20.1 Opeklina glave i vrata prvoga stupnja
  - T20.2 Opeklina glave i vrata drugoga stupnja
  - T20.3 Opeklina glave i vrata trećega stupnja
  - T20.4 Korozija glave i vrata nespecificiranog stupnja
  - T20.5 Korozija glave i vrata prvoga stupnja
  - T20.6 Korozija glave i vrata drugoga stupnja
  - T20.7 Korozija glave i vrata trećega stupnja

- T21 Opeklina i korozija trupa
  - T21.0 Opeklina trupa nespecificirana stupnja
  - T21.1 Opeklina trupa prvoga stupnja
  - T21.2 Opeklina trupa drugoga stupnja
  - T21.3 Opeklina trupa trećega stupnja
  - T21.4 Korozija trupa nespecificirana stupnja
  - T21.5 Korozija trupa prvoga stupnja
  - T21.6 Korozija trupa drugoga stupnja
  - T21.7 Korozija trupa trećega stupnja

- T22 Opeklina i korozija ramena i ruke, osim zapešća i šake
  - T22.0 Opeklina nespecificirana stupnja ramena i ruke, osim zapešća i šake
  - T22.1 Opeklina prvoga stupnja ramena i ruke, osim zapešća i šake
  - T22.2 Opeklina drugoga stupnja ramena i ruke, osim zapešća i šake
  - T22.3 Opeklina trećega stupnja ramena i ruke, osim zapešća i šake
  - T22.4 Korozija nespecificirana stupnja ramena i ruke, osim zapešća i šake
  - T22.5 Korozija prvoga stupnja ramena i ruke, osim zapešća i šake
  - T22.6 Korozija drugoga stupnja ramena i ruke, osim zapešća i šake
  - T22.7 Korozija trećega stupnja ramena i ruke, osim zapešća i šake

- T23 Opeklina i korozija zapešća i šake
  - T23.0 Opeklina nespecificirana stupnja zapešća i šake
  - T23.1 Opeklina prvoga stupnja zapešća i šake
  - T23.2 Opeklina drugoga stupnja zapešća i šake
  - T23.3 Opeklina trećega stupnja zapešća i šake
  - T23.4 Korozija nespecificirana stupnja zapešća i šake
  - T23.5 Korozija prvoga stupnja zapešća i šake
  - T23.6 Korozija drugoga stupnja zapešća i šake
  - T23.7 Korozija trećega stupnja zapešća i šake

- T24 Opeklina i korozija kuka i noge, osim gležnja i stopala
  - T24.0 Opeklina nespecificirana stupnja kuka i noge, osim gležnja i stopala
  - T24.1 Opeklina prvoga stupnja kuka i noge, osim gležnja i stopala
  - T24.2 Opeklina drugoga stupnja kuka i noge, osim gležnja i stopala
  - T24.3 Opeklina trećega stupnja kuka i noge, osim gležnja i stopala
  - T24.4 Korozija nespecificirana stupnja kuka i noge, osim gležnja i stopala
  - T24.5 Korozija prvoga stupnja kuka i noge, osim gležnja i stopala
  - T24.6 Korozija drugoga stupnja kuka i noge, osim gležnja i stopala
  - T24.7 Korozija trećega stupnja kuka i noge, osim gležnja i stopala

- T25 Opeklina i korozija gležnja i stopala
  - T25.0 Opeklina nespecificirana stupnja gležnja i stopala
  - T25.1 Opeklina prvoga stupnja gležnja i stopala
  - T25.2 Opeklina drugoga stupnja gležnja i stopala
  - T25.3 Opeklina trećega stupnja gležnja i stopala
  - T25.4 Korozija nespecificirana stupnja gležnja i stopala
  - T25.5 Korozija prvoga stupnja gležnja i stopala
  - T25.6 Korozija drugoga stupnja gležnja i stopala
  - T25.7 Korozija trećega stupnja gležnja i stopala

- T26 Opeklina i korozija ograničena na oko i očne adnekse
  - T26.0 Opeklina očnih vjeđa i periokularnoga prostora
  - T26.1 Opeklina rožnice i spojnične vrećice
  - T26.2 Opeklina s posljedičnim prsnućem i razaranjem očne jabučice
  - T26.3 Opeklina drugih dijelova oka i adneksa
  - T26.4 Opeklina oka i adneksa, nespecificiranih dijelova
  - T26.5 Korozija očnih vjeđa i periokularnoga prostora
  - T26.6 Korozija rožnice i spojnične vrećice
  - T26.7 Korozija s posljedičnim prsnućem i razaranjem očne jabučice
  - T26.8 Korozija drugih dijelova oka i adneksa
  - T26.9 Korozija oka i adneksa, nespecificiranih dijelova

- T27 Opeklina i korozija dišnih putova
  - T27.0 Opeklina grkljana i dušnika
  - T27.1 Opeklina grkljana, dušnika i pluća
  - T27.2 Opeklina drugih dijelova dišnih putova
  - T27.3 Opeklina dišnih putova, nespecificirana dijela
  - T27.4 Korozija grkljana i dušnika
  - T27.5 Korozija grkljana, dušnika i pluća
  - T27.6 Korozija drugih dijelova dišnih putova
  - T27.7 Korozija dišnih putova, nespecificirana dijela

- T28 Opeklina i korozija drugih unutrašnjih organa
  - T28.0 Opeklina usta i ždrijela
  - T28.1 Opeklina jednjaka
  - T28.2 Opeklina drugih dijelova probavnog sustava
  - T28.3 Opeklina unutrašnjih genitourinarnih organa
  - T28.4 Opeklina drugih i nespecificiranih unutrašnjih organa
  - T28.5 Korozija usta i ždrijela
  - T28.6 Korozija jednjaka
  - T28.7 Korozija drugih dijelova probavnog sustava
  - T28.8 Korozija unutrašnjih genitourinarnih organa
  - T28.9 Korozija drugih i nespecificiranih unutrašnjih organa

- T29 Opekline i korozije multiplih lokalizacija
  - T29.0 Opekline multiplih lokalizacija, nespecificirana stupnja
  - T29.1 Opekline multiplih lokalizacija, naznačene ne više od prvoga stupnja
  - T29.2 Opekline multiplih lokalizacija, naznačene ne više od drugoga stupnja
  - T29.3 Opekline multiplih lokalizacija, najmanje jedna označena trećim stupnjem
  - T29.4 Korozije multiplih lokalizacija, nespecificirana stupnja
  - T29.5 Korozije multiplih lokalizacija, naznačene ne više od prvoga stupnja
  - T29.6 Korozije multiplih lokalizacija, naznačene ne više od drugoga stupnja
  - T29.7 Korozije multiplih lokalizacija, najmanje jedna označena trećim stupnjem

- T30 Opeklina i korozija, nespecificirane tjelesne regije
  - T30.0 Opeklina nespecificirana dijela tijela, nespecificirana stupnja
  - T30.1 Opeklina prvoga stupnja, nespecificirana dijela tijela
  - T30.2 Opeklina druguoga stupnja, nespecificirana dijela tijela
  - T30.3 Opeklina trćega stupnja, nespecificirana dijela tijela
  - T30.4 Korozija nespecificirana dijela tijela, nespecificirana stupnja
  - T30.5 Korozija prvoga stupnja, nespecificirana dijela tijela
  - T30.6 Korozija drugoga stupnja, nepecificirana dijela tijela
  - T30.7 Korozija trećega stupnja, nespecificrana dijela tijela

- T31 Opekline svrstane prema veličini zahvaćene tjelesne površine
  - T31.0 Opekline s manje od 10 % zahvaćene tjelesne površine
  - T31.1 Opekline s 10-19 % zahvaćene tjelesne površine
  - T31.2 Opekline s 20-29 % zahvaćene tjelesne površine
  - T31.3 Opekline s 30-39 % zahvaćene tjelesne površine
  - T31.4 Opekline s 40-49 % zahvaćene tjelesne površine
  - T31.5 Opekline s 50-59 % zahvaćene tjelesne površine
  - T31.6 Opekline sa 60-69 % zahvaćene tjelesne površine
  - T31.7 Opekline sa 70-79 % zahvaćene tjelesne površine
  - T31.8 Opekline s 80-89 % zahvaćene tjelesne površine
  - T31.9 Opekline s više od 90 % zahvaćene tjelesne površine

- T32 Korozije svrstane prema veličini zahvaćene tjelesne površine
  - T32.0 Korozije s manje od 10 % zahvaćene tjelesne površine
  - T32.1 Korozije s 10-19 % zahvaćene tjelesne površine
  - T32.2 Korozije s 20-29 % zahvaćene tjelesne površine
  - T32.3 Korozije s 30-39 % zahvaćene tjelesne površine
  - T32.4 Korozije s 40-49 % zahvaćene tjelesne površine
  - T32.5 Korozije s 50-59 % zahvaćene tjelesne površine
  - T32.6 Korozije sa 60-69 % zahvaćene tjelesne površine
  - T32.7 Korozije sa 70-79 % zahvaćene tjelesne površine
  - T32.8 Korozije s 80-89 % zahvaćene tjelesne površine
  - T32.9 Korozije s više od 90 % zahvaćene tjelesne površine

### (T33-T35) - Smrzotine
- T33 Površinske smrzotine
  - T33.0 Površinska smrzotina glave
  - T33.1 Površinska smrzotina vrata
  - T33.2 Površinska smrzotina prsnoga koša
  - T33.3 Površinska smrzotina trbušne stjenke, donjeg dijela leđa i zdjelice
  - T33.4 Površinska smrzotina ruke
  - T33.5 Površinska smrzotina zapešća i šake
  - T33.6 Površinska smrzotina kuka i natkoljenice
  - T33.7 Površinska smrzotina koljena i potkoljenice
  - T33.8 Površinska smrzotina gležnja i stopala
  - T33.9 Površinska smrzotina drugih i nespecificiranih mjesta

- T34 Smrzotina s nekrozom tkiva
  - T34.0 Smrzotina glave s nekrozom tkiva
  - T34.1 Smrzotina vrata s nekrozom tkiva
  - T34.2 Smrzotina prsnoga koša s nekrozom tkiva
  - T34.3 Smrzotina trbušne stijenke, donjeg dijela leđa i zdjelice s nekrozom tkiva
  - T34.4 Smrzotina ruke s nekrozom tkiva
  - T34.5 Smrzotina zapešća i šake s nekrozom tkiva
  - T34.6 Smrzotina kuka i natkoljenice s nekrozom tkiva
  - T34.7 Smrzotina koljena i potkoljenice s nekrozom tkiva
  - T34.8 Smrzotina gležnja i stopala s nekrozom tkiva
  - T34.9 Smrzotina s nekrozom tkiva drugih i nespecificiranih mjesta

- T35 Smrzotine multiplih lokalizacija i nespecificirane smrzotine
  - T35.0 Površinske smrzotine multiple lokalizacije
  - T35.1 Smrzotine s nekrozom tkiva multiple lokalizacije
  - T35.2 Nespecificirane smrzotine glave i vrata
  - T35.3 Nespecificirane smrzotine prsnoga koša, trbuha, donjeg dijela leđa i zdjelice
  - T35.4 Nespecificirane smrzotine ruke
  - T35.5 Nespecificirane smrzotine noge
  - T35.6 Nespecificirane smrzotine multiple lokalizacije
  - T35.7 Nespecificirane smrzotine nespecificirana mjesta

### (T36-T50) - Otrovanje lijekovima, medicinskim ili biološkim sredstvima
- T36 Otrovanje sistemnim antibioticima
  - T36.0 Penicilini
  - T36.1 Cefalosporini i drugi beta-laktamski antibiotici
  - T36.2 Kloramfenikolna skupina
  - T36.3 Makrolidi
  - T36.4 Tetraciklini
  - T36.5 Aminoglikozidi
  - T36.6 Rifamicini
  - T36.7 Antimikotični antibiotici, sistemno primijenjeni
  - T36.8 Ostali sistemni antibiotici
  - T36.9 Sistemni antibiotici, nespecificirani

- T37 Otrovanje drugim sistemnim antiinfekcijskim i antiparazitarnim sredstvima
  - T37.0 Sulfonamidi
  - T37.1 Antimikobakterijski lijekovi
  - T37.2 Antimalarici i lijekovi koji djeluju na druge krvne protozoe
  - T37.3 Ostali antiprotozoarni lijekovi
  - T37.4 Antihelmintici
  - T37.5 Antivirusni lijekovi
  - T37.8 Druga specificirana sistemna antiinfekcijska i antiparazitarna sredstva
  - T37.9 Sistemna antiinfekcijska i antiparazitarna sredstva, nespecificirana

- T38 Otrovanje hormonima i njihovim sintetskim zamjenama i antagonistima, nesvrstanim drugamo
  - T38.0 Glukokortikoidi i sintetske zamjene
  - T38.1 Tireoidni hormoni i njihovi supstituenti
  - T38.2 Antitireoidna sredstva
  - T38.3 Inzulin i oralni hipoglikemijski lijekovi (antidijabetici)
  - T38.4 Oralni kontraceptivi
  - T38.5 Ostali estrogeni i gestageni
  - T38.6 Antigonadotropini, antiestrogeni, antiandrogeni, nesvrstani drugamo
  - T38.7 Androgeni i istovrsni anabolici
  - T38.8 Ostali i nespecificirani hormoni i njihove sintetske zamjene
  - T38.9 Ostali i nespecificirani antagonisti hormona

- T39 Otrovanje neopioidnim analgeticima, antipireticima i antireumaticima
  - T39.0 Salicilati
  - T39.1 Derivati 4-aminofenola
  - T39.2 Derivati pirazolona
  - T39.3 Ostali nesteroidni antiinflamatorni lijekovi (NSAID)
  - T39.4 Antireumatici, nesvrstani drugamo
  - T39.8 Ostali neopijatski analgetici, antipiretici i antireumatici, nesvrstani drugamo
  - T39.9 Neopijatski analgetici, antipiretici i antireumatici, nespecificirani

- T40 Otrovanje narkoticima i psihterapeuticima (haluciogenima)
  - T40.0 Opijum
  - T40.1 Heroin
  - T40.2 Ostali opijati
  - T40.3 Metadon (Methadone)
  - T40.4 Ostali sintetski narkotici
  - T40.5 Kokain
  - T40.6 Ostali i nespecificirani narkotici
  - T40.7 Kanabis (derivati)
  - T40.8 Lizergid (LSD) (Lysergide)
  - T40.9 Ostali i nespecificirani psihodisleptici (haluciogeni)

- T41 Otrovanje anesteticima i terapijskim plinovima
  - T41.0 Inhalacijski anestetici
  - T41.1 Intravenski anestetici
  - T41.2 Ostali i nespecificirani opći anestetici
  - T41.3 Lokalni anestetici
  - T41.4 Anestetici, nespecificirani
  - T41.5 Terapijski plinovi

- T42 Otrovanje antiepilepticima, sedativima-hipnoticima i antiparkinsonicima
  - T42.0 Derivati hidantoina
  - T42.1 Iminostilbenzeni
  - T42.2 Sukcinimidi i oksazolidindioni
  - T42.3 Barbiturati
  - T42.4 Benzodiazepini
  - T42.5 Mješavina antiepileptika, nesvrstanih drugamo
  - T42.6 Ostali antiepileptici, i sedativi-hipnotici
  - T42.7 Antiepileptici i sedativi-hipnotici, nespecificirani
  - T42.8 Antiparkinsonici i ostali centralni depresori mišićnog tonusa

- T43 Otrovanje psihotropnim lijekovima, nesvrstanim drugamo
  - T43.0 Triciklični i tetraciklični antidepresivi
  - T43.1 Antidepresivi iz skupine inhibitora monoamino-oksidaze
  - T43.2 Ostali i nespecificirani antidepresivi
  - T43.3 Fenotijazinski antipsihotici i neuroleptici
  - T43.4 Butirofenonski i tioksantenski neuroleptici
  - T43.5 Ostali i nespecificirani antipsihotici i neuroleptici
  - T43.6 Psihostimulatori s mogućim navikavanjem
  - T43.8 Ostali psihotropni lijekovi, nesvrstani drugamo
  - T43.9 Psihotropni lijekovi, nespecificirani

- T44 Otrovanje lijekovima s osnovnim djelovanjem na vegetativni živčani sustav
  - T44.0 Antikolinesterazna sredstva
  - T44.1 Ostali parasimpatomimetici (kolinergici)
  - T44.2 Ganglioblokatori, nesvrstani drugamo
  - T44.3 Ostali parasimpatolitici (antikolinergici i antimuskarinske tvari) i spazmolitici, nesvrstani drugamo
  - T44.4 Ekscitatori alfa-adrenergičnih receptora, nesvrstani drugamo
  - T44.5 Ekscitatori beta-adrenergičnih receptora, nesvrstani drugamo
  - T44.6 Blokatori alfa-adrenergičnih receptora, nesvrstani drugamo
  - T44.7 Blokatori beta-adrenergičnih receptora, nesvrstani drugamo
  - T44.8 Lijekovi centralnog djelovanja i blokatori adrenergičnih neurona, nesvrstani drugamo
  - T44.9 Ostali i nespecificirani lijekovi s osnovnim djelovanjem na vegetativni živčani sustav

- T45 Otrovanje primarno sistemnim i hematološkim sredstvima, nesvrstanim drugamo
  - T45.0 Antialergici i antiemetici
  - T45.1 Antineoplastici i imunosupresivi
  - T45.2 Vitamini, nesvrstani drugamo
  - T45.3 Enzimi, nesvrstani drugamo
  - T45.4 Otrovanježeljezo i spojevi željeza
  - T45.5 Antikoagulansi
  - T45.6 Sredstva koja djeluju na fibrinolizu
  - T45.7 Antagonisti antikoagulanasa, vitamin K i drugi koagulansi
  - T45.8 Ostali primarno sistemni i hematološki lijekovi
  - T45.9 Primarno sistemni i hematološki lijekovi, nespecificirani

- T46 Otrovanje lijekovima s primarnim djelovanjem na kardiovaskularni sustav
  - T46.0 Kardiotonični glikozidi i lijekovi slična djelovanja
  - T46.1 Antagonisti kalcija
  - T46.2 Ostali antidizritmični lijekovi (regulatori srčanog ritma), nesvrstani drugamo
  - T46.3 Koronarni vazodilatatori, nesvrstani drugamo
  - T46.4 Inhibitori angiotenzin-konvertaze
  - T46.5 Ostali antihipertenzivni lijekovi, nesvrstani drugamo
  - T46.6 Antihiperlipemici i antiarteriosklerotici
  - T46.7 Periferni vazodilatatori
  - T46.8 Antivarikozni lijekovi, uključujući sklerozirajuća sredstva
  - T46.9 Ostali i nespecificarni lijekovi s primarnim djelovanjem na kardiovaskularni sustav

- T47 Otrovanje lijekovima s primarnim djelovanjem na gastrointestinalni sustav
  - T47.0 Antagonisti histaminskih H2-receptora
  - T47.1 Ostali antacidi i lijekovi protiv želučane sekrecije
  - T47.2 Stimulirajući (nadražujući) laksativi
  - T47.3 Soli za čišćenje i osmotski laksativi
  - T47.4 Ostali laksativi
  - T47.5 Digestivi
  - T47.6 Antidijaroici
  - T47.7 Emetici
  - T47.8 Ostala sredstva s primarnim djelovanjem na gastrointestinalni sustav
  - T47.9 Sredstva s primarnim djelovanjem na gastrointestinalni sustav, nespecificirana

- T48 Otrovanje sredstvima s primarnim djelovanjem na glatko i skeletno mišićje te dišni sustav
  - T48.0 Oksitocična sredstva
  - T48.1 Relaksansi skeletnog mišićja (neuromuskularni blokatori)
  - T48.2 Ostala i nespecificirana sredstva s primarnim djelovanjem na mišićje
  - T48.3 Antitusici
  - T48.4 Ekspektoransi
  - T48.5 Sredstva protiv prehlade
  - T48.6 Antiastmatici, nesvrstani drugamo
  - T48.7 Ostala i nespecificirana sredstva s primarnim djelovanjem na dišni sustav

- T49 Otrovanje sredstvima za lokalnu primjenu s primarnim djelovanjem na kožu i sluznice te oftalmološkim, otorinolaringološkim i stomatološkim lijekovima
  - T49.0 Lokalni antimikotični, antiinfekcijski i antiinflamatorni lijekovi, nesvrstani drugamo
  - T49.1 Antipruritična sredstva (sredstva protiv svrbeža)
  - T49.2 Lokalni adstringensi i detergensi
  - T49.3 Emolijencije, demulcencije i zaštitna sredstva
  - T49.4 Keratolitici, keratoplastici i ostali lijekovi i pripravci za kosu
  - T49.5 Oftalmološki lijekovi i pripravci
  - T49.6 Otorinolaringološki lijekovi i pripravci
  - T49.7 Zubni lijekovi primijenjeni lokalno
  - T49.8 Ostala sredstva za lokalnu primjenu
  - T49.9 Sredstvo za lokalnu primjenu, nespecificirano

- T50 Otrovanje diureticima te drugim i nespecificiranim lijekovima, ljekovitim tvarima, i biološkim tvarima
  - T50.0 Mineralokortikoidi i njihovi antagonsti
  - T50.1 Diuretici koji djeluju na uzlazni krak Henleove petlje
  - T50.2 Inhibitori karboanhidraze, benzotiadizini i drugi diuretici
  - T50.3 Elekroliti, kalorijska sredstva i sredstva za održavanje ravnoteže tjelesnih tekućina
  - T50.4 Lijekovi s djelovanjem na metabolizam mokraćne kiseline
  - T50.5 Sredstva za smanjenje (smanjivanje) apetita
  - T50.6 Antidoti i kelati, nesvrstani drugamo
  - T50.7 Analeptici i antagonisti opijatskih receptora
  - T50.8 Dijagnostička sredstva
  - T50.9 Ostale i nespecificirane ljekovite tvari, lijekovi i biološke tvari

### (T51-T65) - Toksični učinci nemedicinskih tvari
- T51 Toksičan učinak alkohola
  - T51.0 Etanol
  - T51.1 Metanol
  - T51.2 Otrovanje, 2-Propanol
  - T51.3 Patočno ulje
  - T51.8 Ostali alkoholi
  - T51.9 Alkohol, nespecificiran

- T52 Toksičan učinak organskih otapala
  - T52.0 Naftni derivati
  - T52.1 Benzen
  - T52.2 Homolozi benzena
  - T52.3 Glikoli
  - T52.4 Ketoni
  - T52.8 Ostala organska otapala
  - T52.9 Organsko otapalo, nespecificirano

- T53 Toksičan učinak halogenih derivata alifatskih i aromatskih ugljikovodika
  - T53.0 Ugljični tetraklorid
  - T53.1 Kloroform
  - T53.2 Trikloroetilen
  - T53.3 Tetrakloroetilen
  - T53.4 Diklorometan
  - T53.5 Klorofluorokarbonati
  - T53.6 Ostali halogeni derivati alifatskih ugljikovodika
  - T53.7 Ostali halogeni derivati aromatskih ugljikovodika
  - T53.9 Halogeni derivati alifatskih i aromatskih ugljikovodika, nespecificirani

- T54 Toksičan učinak korozivnih tvari
  - T54.0 Fenol i njegovi homolozi
  - T54.1 Ostali korozivni organski spojevi
  - T54.2 Korozivne kiseline i kiselinama slične tvari
  - T54.3 Korozivne alkalije i njima slične tvari
  - T54.9 Korozivna tvar, nespecificirana

- T55 Toksičan učinak sapuna i detergenata
  - T55.0 Toksičan učinak sapuna i detergenta

- T56 Toksičan učinak kovina
  - T56.0 Olovo i njegovi spojevi
  - T56.1 Otrovanje,živa i njezini spojevi
  - T56.2 Krom i njegovi spojevi
  - T56.3 Kadmij i njegovi spojevi
  - T56.4 Bakar i njegovi spojevi
  - T56.5 Cink i njegovi spojevi
  - T56.6 Kositar i njegovi spojevi
  - T56.7 Berilij i njegovi spojevi
  - T56.8 Ostale kovine
  - T56.9 Kovina, nespecificirana

- T57 Toksičan učinak drugih anorganskih tvari
  - T57.0 Arsen i njegovi spojevi
  - T57.1 Fosfor i njegovi spojevi
  - T57.2 Mangan i njegovi spojevi
  - T57.3 Cijanovodik
  - T57.8 Ostale specificirane anorganske tvari
  - T57.9 Anorganska tvar, nespecificirana

- T58 Toksičan učinak ugljičnog monoksida
  - T58.0 Toksičan učinak ugljičnog monoksida

- T59 Toksičan učinak ostalih plinova, dimova i para
  - T59.0 Dušikovi oksidi
  - T59.1 Sumporni dioksid
  - T59.2 Formaldehid
  - T59.3 Suzni plin
  - T59.4 Klorni plin
  - T59.5 Fluorni plin i fluorovodik
  - T59.6 Sumporovodik
  - T59.7 Ugljični dioksid
  - T59.8 Ostali specificirani plinovi, dimovi i pare
  - T59.9 Plinovi, dimovi i pare, nespecificirani

- T60 Toksičan učinak pesticida
  - T60.0 Organofosforni i karbamatski insekticidi
  - T60.1 Halogenski insekticidi
  - T60.2 Ostali insekticidi
  - T60.3 herbicidi i fungicidi
  - T60.4 Rodenticidi
  - T60.8 ostali pesticidi
  - T60.9 Pesticid, nespecificiran

- T61 Toksičan učinak štetnih tvari pojedenih s hranom iz mora
  - T61.0 Ciguatera otrovanje ribom
  - T61.1 Skombroidno otrovanje ribom
  - T61.2 Ostala otrovanja ribama i školjkama
  - T61.8 Toksičan učinak druge hrane iz mora
  - T61.9 Toksičan učinak nespecificirane hrane iz mora

- T62 Toksičan učinak drugih štetnih tvari pojedenih s hranom
  - T62.0 Pojedene gljive
  - T62.1 Pojedeni bobičasti plodovi
  - T62.2 Drugi pojedeni (dijelovi) biljke (biljaka)
  - T62.8 Ostale specificirane štetne tvari pojedene u hrani
  - T62.9 Štetne tvari pojedene u hrani, nespecificirane

- T63 Toksičan učinak doticaja s otrovnim životinjama
  - T63.0 Zmijski otrov
  - T63.1 Otrov drugih gmazova (reptila)
  - T63.2 Otrov škorpiona
  - T63.3 Otrov pauka
  - T63.4 Otrov drugih člankonožaca
  - T63.5 Toksičan učinak dodira s ribom
  - T63.6 Toksičan učinak dodira s drugim morskim životinjama
  - T63.8 Toksičan učinak dodira s drugim otrovnim životinjama
  - T63.9 Toksičan učinak dodira s nespecificiranom otrovnom životinjom

- T64 Toksičan učinak aflatoksina i ostalih mikotoksina kontaminanata hrane
  - T64.0 Toksičan učinak aflatoksina i ostalih mikotoksina kontaminanata hrane

- T65 Toksičan učinak ostalih i nespecificiranih tvari
  - T65.0 Cijanidi
  - T65.1 Strihnin i njegove soli
  - T65.2 Duhan i nikotin
  - T65.3 Nitroderivati i aminoderivati benzena i njegovih homologa
  - T65.4 Ugljični disulfid
  - T65.5 Nitroglicerin i ostale dušične kiseline i esteri
  - T65.6 Ličila i boje, nesvrstane drugamo
  - T65.8 Toksičan učinak ostalih specificiranih tvari
  - T65.9 Toksičan učinak nespecificirane tvari

### (T66-T78) - Ostali nespecificirani učinci i vanjski uzroci
- T66 Nespecificirani učinci zračenja
  - T66.0 Nespecificirani učinci zračenja

- T67 Učinci topline i svjetla
  - T67.0 Toplinski udar i sunčanica
  - T67.1 Toplinska sinkopa
  - T67.2 Toplinski grč
  - T67.3 Toplinska iscrpljenost, anhidrija
  - T67.4 Toplinska iscrpljenost zbog gubitka soli
  - T67.5 Toplinska iscrpljenost, nespecificirana
  - T67.6 Toplinski zamor, prolazan
  - T67.7 Toplinski edem
  - T67.8 Ostali učinci topline i svjetla
  - T67.9 Učinak topline i svjetla, nespecificiran

- T68 Hipotermija
  - T68.0 Hipotermija

- T69 Ostali učinci niske temperature
  - T69.0 Imerzija (potapanje) šake i stopala
  - T69.1 Ozebline
  - T69.8 Ostali označeni učinci snižene temperature
  - T69.9 Učinci snižene temperature, nespecificirani

- T70 Učinci tlaka zraka i tlaka vode
  - T70.0 Barotrauma uha
  - T70.1 Barotrauma sinusa
  - T70.2 Ostali i nespecificirani učinci velike visine
  - T70.3 Kesonska bolest (dekompresijska bolest)
  - T70.4 Učinci tekućina pod visokim tlakom
  - T70.8 Ostali učinci tlaka zraka i tlaka vode
  - T70.9 Učinak tlaka zraka i tlaka vode, nespecificiran

- T71 Asfiksija
  - T71.0 Asfiksija

- T73 Učinci ostalih nedostataka
  - T73.0 Učinci gladi
  - T73.1 Učinci žeđi
  - T73.2 Iscrpljenost zbog izloženosti
  - T73.3 Iscrpljenost zbog pretjeranog napora
  - T73.8 Ostali učinci nedostataka
  - T73.9 Učinak nedostatka, nespecificiran

- T74 Sindromi zlostavljanja
  - T74.0 Zapuštanje ili napuštanje
  - T74.1 Tjelesno zlostavljanje
  - T74.2 Spolno zlostavljanje
  - T74.3 Psihološko zlostavljanje
  - T74.8 Ostali sindromi zlostavljanja
  - T74.9 Sindrom zlostavljanja, nespecificiran

- T75 Učinci drugih vanjskih uzroka
  - T75.0 Učinci groma
  - T75.1 Utapanje i nesmrtonosno potapanje
  - T75.2 Učinci vibracije
  - T75.3 Bolest kretanja
  - T75.4 Učinci električne struje
  - T75.8 Ostali specificirani učinci vanjskih uzroka

- T78 Štetni učinci, nesvrstani drugamo
  - T78.0 Anafilaktični šok uzrokovan štetnim djelovanjem hrane
  - T78.1 Ostala štetna djelovanja hrane, nesvrstana drugamo
  - T78.2 Anafilaktični šok, nespecificiran
  - T78.3 Angioneurotski edem
  - T78.4 Alergija, nespecificirana
  - T78.8 Ostali štetni učinci, nesvrstani drugamo
  - T78.9 Štetni učinci, nespecificirani

### (T79) - Određene rane komplikacije traume
- T79 Neke rane komplikacije traume, nesvrstane drugamo
  - T79.0 Zračna embolija (traumatska)
  - T79.1 Masna embolija (traumatska)
  - T79.2 Traumatsko sekundarno i ponovljeno krvarenje
  - T79.3 Posttraumatska infekcija rane, nesvrstana drugamo
  - T79.4 Traumatski šok
  - T79.5 Traumatska anurija
  - T79.6 Traumatska ishemija mišića
  - T79.7 Traumatski supkutani emfizem
  - T79.8 Ostale rane komplikacije traume
  - T79.9 Nespecificirane rane komplikacije traume

### (T80-T88) - Komplikacije kirurške i medicinske skrbi, nespecificirane drugdje
- T80 Komplikacije nakon infuzije, transfuzije i terapijske injekcije
  - T80.0 Zračna embolija nakon infuzije, transfuzije i terapijske injekcije
  - T80.1 Vaskularne komplikacije nakon infuzije, transfuzije i terapije
  - T80.2 Infekcije nakon infuzije, transfuzije i terapijske injekcije
  - T80.3 Reakcija AB0 inkopatibilnosti
  - T80.4 Reakcija na Rh inkopatibilnosti
  - T80.5 Anafilaktični šok uzrokovan serumom
  - T80.6 Ostale reakcije na serum
  - T80.8 Ostale komplikacija nakon infuzije, transfuzije i terapijske injekcije
  - T80.9 Nespecificirana komplikacija nakon infuzije, transfuzije i terapijske injekcije

- T81 Komplikacije postupaka, nesvrstanih drugamo
  - T81.0 Krvarenje i hematom kao komplikacije postupka, nesvrstane drugamo
  - T81.1 Šok u tijeku ili nakon postupka, nesvrstan drugamo
  - T81.2 Nehotičan (slučajan) ubod ili laceracija u tijeku postupka, nesvrstani drugamo
  - T81.3 Dizrupcija operativne rane, nesvrstana drugamo
  - T81.4 Infekcija nakon postupka, nesvrstana drugamo
  - T81.5 Strano tijelo, nehotice ostavljeno u tjelesnoj šupljini ili operativnoj rani nakon postupka
  - T81.6 Akutna reakcija na stranu tvar, nehotice ostavljenu u tijeku postupka
  - T81.7 Vaskularne komplikacije nakon postupka, nesvrstane drugamo
  - T81.8 Ostale komplikacije postupaka, nesvrstane drugamo
  - T81.9 Nespecificirane komplikacije postupka

- T82 Komplikacije srčanih i vaskularnih protetskih naprava, implantata i transplantata
  - T82.0 Mehaničke komplikacije proteza srčanih valvula (zalistaka)
  - T82.1 Mehaničke komplikacije srčane elektronske naprave
  - T82.2 Mehaničke komplikacije premoštenja koronarnih arterija i umjetnih zalistaka
  - T82.3 Mehaničke komplikacije ostalih vaskularnih umjetnih naprava
  - T82.4 Mehaničke komplikacije s kateterom za vaskularnu dijalizu
  - T82.5 Mehaničke komplikacije ostalih srčanih i vaskularnih naprava i implantata
  - T82.6 Infekcija i upalna reakcija uzrokovana umjetnim srčanim zaliscima
  - T82.7 Infekcija i upalna reakcija uzrokovana drugim srčanim i vaskularnim protetskim napravama, implantatima i transplantatima
  - T82.8 Ostale komplikacije srčanih i vaskularnih protetskih naprava, implantata i transplantata
  - T82.9 Nespecificirana komplikacija srčanih i vaskularnih protetskih naprava, implantata i transplantata

- T83 Komplikacije genitourinarnih protetskih naprava, implantata i transplantata
  - T83.0 Mehanička komplikacija urinarnog (stalnog) katetera
  - T83.1 Mehanička komplikacija ostalih urinarnih naprava i implantata
  - T83.2 Mehaničke komplikacije presađenog urinarnog organa
  - T83.3 Mehaničke komplikacije intrauterinom kontracepcijskom napravom (sredstvom)
  - T83.4 Mehaničke komplikacije ostalih protetskih naprava, implantata i transplantata spolnog sustava
  - T83.5 Infekcija i upalna reakcija uzrokovana protetskom napravom, implantatom i transplantatom u mokraćnom sustavu
  - T83.6 Infekcija i upalna reakcija uzrokovana protetskom napravom, implantatom i transplantatom u spolnom sustavu
  - T83.8 Ostale komplikacije genitourinarnih protetskih naprava, implantata i transplantata
  - T83.9 Nespecificirana komplikacija genitourinarne naprave, implantata i transplantata

- T84 Komplikacija unutrašnjih ortopedskih protetskih naprava, implantata i transplantata
  - T84.0 Mehaničke komplikacije unutrašnje proteze zgloba
  - T84.1 Mehaničke komplikacije unutrašnjih učvršćujućih naprava za kosti udova
  - T84.2 Mehaničke komplikacije unutrašnjih učvrščujućih naprava za ostale kosti
  - T84.3 Mehaničke komplikacije ostalih koštanih naprava, implantata i transplantata
  - T84.4 Mehaničke komplikacije ostalih unutrašnjih ortopedskih naprava, implantata i transplantata
  - T84.5 Infekcija i upalna reakcija uzrokovana unutrašnjom zglobnom protezom
  - T84.6 Infekcija i upalna reakcija uzrokovana unutrašnjim učvrščujućom napravom (na bilo kojem mjestu)
  - T84.7 Infekcija i upalna reakcija uzrokovana ostalim unutrašnjim ortopedskim napravama, implantatima i transplantatima
  - T84.8 Ostale komplikacije unutrašnjih ortopedskih protetskih naprava, implantata i transplantata
  - T84.9 Nespecificirana komplikacija unutrašnjih ortopedskih protetskih naprava, implantata i transplantata

- T85 Komplikacije ostalih unutrašnjih protetskih naprava, implantata i transplantata
  - T85.0 Mehaničke komplikacije s ventrikularnim intrakranijalnim (komunikacijskim) šantom
  - T85.1 Mehaničke komplikacije s implantiranim elektronskim stimulatorom živčanog sustava
  - T85.2 Mehaničke komplikacije intraokularne leće
  - T85.3 Mehaničke komplikacije ostalim intraokularnim protetskim napravama, implantatima i transplantatima
  - T85.4 Mehanička komplikacija s protezom i implantatom dojke
  - T85.5 Mehaničke komplikacije s gastrointestinalnim protetskim napravama, implantatima i transplantatima
  - T85.6 Mehaničke komplikacije s ostalim unutrašnjim protetskim napravama, implantatima i transplantatima
  - T85.7 Infekcija i upalna reakcija uzrokovana ostalim unutrašnjim protetskim napravama, implantatima i transplantatima
  - T85.8 Ostale komplikacije unutrašnjih protetskih naprava, implantata i transplantata, nesvrstane drugamo
  - T85.9 Nespecificirana komplikacija unutrašnje protetske naprave, implantata i transplantata

- T86 Neuspjeh i odbacivanje presađenih organa i tkiva
  - T86.0 Odbacivanje transplantata koštane srži
  - T86.1 Neuspjeh i odbacivanje transplantata bubrega
  - T86.2 Neuspjeh i odbacivanje transplantata srca
  - T86.3 Neuspjeh i odbacivanje transplantanta srce-pluća
  - T86.4 Neuspjeh i odbacivanje transplantata jetre
  - T86.8 Neuspjeh i odbacivanje ostalih presađenih organa i tkiva
  - T86.9 Neuspjeh i odbacivanje nespecificiranoga presađenog organa i tkiva

- T87 Komplikacije znakovite za ponovno prišivanje i amputaciju
  - T87.0 Komplikacije ponovno prišivene ruke (ili dijela)
  - T87.1 Komplikacije ponovno prišivene noge (ili dijela)
  - T87.2 Komplikacije ostalih ponovno prišivenih dijelova tijela
  - T87.3 Neurom amputacijskog bataljka
  - T87.4 Infekcija amputacijskog bataljka
  - T87.5 Nekroza amputacijskog bataljka
  - T87.6 Ostale i nespecificirane komplikacije amputacijskog bataljka

- T88 Ostale komplikacije kirurške i medicinske skrbi, nesvrstane drugamo
  - T88.0 Infekcija nakon imunizacije
  - T88.1 Ostale komplikacije nakon imunizacije, nesvrstane drugamo
  - T88.2 Šok uzrokovan anestezijom (anestezijski šok)
  - T88.3 Anestezijska maligna hipertermija
  - T88.4 Neuspjela ili teška intubacija
  - T88.5 Ostale komplikacije anestezije
  - T88.6 Anafilaktični šok zbog štetnoga djelovanja ispravno primijenjenoga, pravilno propisanoga lijeka
  - T88.7 Nespecificiran štetan učinak ljekovite tvari ili lijeka
  - T88.8 Ostale specificirane komplikacije kirurške i medicinske skrbi, nesvrstane drugamo
  - T88.9 Komplikacija kirurške i medicinske skrbi, nespecificirana

### (T90-T98) - Posljedice ozljede, otrovanja ili druge posljedice vanjskih uzroka
- T90 Posljedice ozljede glave
  - T90.0 Posljedice površinske ozljede glave
  - T90.1 Posljedice otvorene rane glave
  - T90.2 Posljedice prijeloma lubanje i kostiju glave
  - T90.3 Posljedice ozljede kranijalnihživaca
  - T90.4 Posljedice ozljede oka i orbite
  - T90.5 Posljdice intrakrnijalne ozljede
  - T90.8 Posljedice ostalih specificiranih ozljeda glave
  - T90.9 Posljedice nespecificirane ozljede glave

- T91 Posljedice ozljeda vrata i trupa
  - T91.0 Posljedice površinske ozljede i otvorene rane vrata i trupa
  - T91.1 Posljedice prijeloma kralješnice
  - T91.2 Posljedice ostalih prijeloma prsnoga koša i zdjelice
  - T91.3 Posljedice ozljede kralježnične moždine
  - T91.4 Posljedice ozljede intratorakalnih organa
  - T91.5 Posljedice ozljede intraabdominalnih i zdjeličnih organa
  - T91.8 Posljedice ostalih specificiranih ozljeda vrata i trupa
  - T91.9 Posljedice nespecificirane ozljede vrata i trupa

- T92 Posljedice ozljeda ruke
  - T92.0 Posljedice otvorene rane ruke
  - T92.1 Posljedice prijeloma ruke
  - T92.2 Posljedice prijeloma zapešća i šake
  - T92.3 Posljedice dislokacije, iščašenja i uganuća ruke
  - T92.4 Posljedice ozljede živca ruke
  - T92.5 Posljedice ozljede mišića i tetive ruke
  - T92.6 Posljedice nagnječenja i traumatske amputacije ruke
  - T92.8 Posljedice ostalih specificiranih ozljeda ruke
  - T92.9 Posljedice nespecificirane ozljede ruke

- T93 Posljedice ozljeda noge
  - T93.0 Posljedice otvorene rane noge
  - T93.1 Posljedice prijeloma femura
  - T93.2 Posljedice ostalih prijeloma noge
  - T93.3 Posljedice dislokacije, iščašenja i uganuća noge
  - T93.4 Posljedice ozljedeživca noge
  - T93.5 Posljedice ozljede mišića i tetiva noge
  - T93.6 Posljedice nagnječenja i traumatske amputacije noge
  - T93.8 Posljedice ostalih specificiranih ozljeda noge
  - T93.9 Posljedice nespecificirane ozljede noge

- T94 Posljedice multiplih ozljeda i ozljeda nespecificiranog dijela tijela
  - T94.0 Posljedice višestrukih ozljeda tijela
  - T94.1 Posljedice ozljeda nespecificirana dijela tijela

- T95 Posljedice opeklina, korozija i smrzotina
  - T95.0 Posljedice opekline, korozije i smrzotine glave i vrata
  - T95.1 Posljedice opekline, korozije i smrzotine trupa
  - T95.2 Posljedice opekline, korozije i smrzotine ruke
  - T95.3 Posljedice opekline, korozije i smrzotine noge
  - T95.4 Posljedice opekline i korozije koje se mogu svrstati samo u odnosu na zahvaćenu površinu tijela
  - T95.8 Posljedice ostale specificirane opekline, korozije i smrzotine
  - T95.9 Posljedice nespecificirane opekline, korozije i smrzotine

- T96 Posljedice otrovanja lijekovima, ljekovitim i biološkim tvarima
  - T96.0 Posljedice otrovanja lijekovima ljekovitim i biološkim tvarima

- T97 Posljedice toksičnih učinaka tvari pretežno nemedicinskog podrijetla
  - T97.0 Posljedice toksičnih učinaka tvri pretežno nemedicinskog podrijetla

- T98 Posljedice ostalih i nespecificiranih djelovanja vanjskih uzroka
  - T98.0 Posljedice učinaka stranog tijela koje je prodrlo kroz prirodni otvor
  - T98.1 Posljedice ostalih i nespecificiranih djelovanja vanjskih uzroka
  - T98.2 Posljedice nekih ranih komplikacija trauma
  - T98.3 Posljedice komplikacija kirurške i medicinske skrbi, nesvrstane drugamo

## Vanjske poveznice
- MKB-10 S00-T98 2007. - WHO[neaktivna poveznica]